# Sexueller Missbrauch in der römisch-katholischen Kirche nach Ländern
Der Artikel Sexueller Missbrauch in der römisch-katholischen Kirche nach Ländern behandelt das Thema des sexuellen Missbrauchs in der römisch-katholischen Kirche auf der Ebene einzelner Staaten, geordnet nach Kontinenten. Allgemeinere Informationen sind im Artikel Sexueller Missbrauch in der römisch-katholischen Kirche zu finden.

## Europa

### Belgien
Der Pfarrer von Kinkempois bei Lüttich, Louis Dupont, der in ein pädophiles Netzwerk verwickelt war und über Jahre sexuelle Kontakte zu Minderjährigen hatte, wurde am 25. September 1992 zu lediglich drei Jahren Haft verurteilt, die auf fünf Jahre zur Bewährung ausgesetzt wurden.
Fälle von sexuellem Missbrauch in der römisch-katholischen Kirche von Belgien wurden erstmals 1997 in größerem Ausmaß öffentlich diskutiert und führten zur Einrichtung von Beratungstelefonen für Opfer durch die Bischöfe.
Die Diskussion in Belgien wurde durch den 1996 beginnenden Fall Dutroux und ab 1998 durch einen von dem Aktivisten Marcel Vervloesem ausgelösten Kinderpornografie-Skandal überlagert.
André Vanderlyn, der frühere Pfarrer von Saint-Gillis im Erzbistum Mecheln-Brüssel wurde am 20. Juni 1997 verhaftet und bekannte sich zu sieben Missbrauchsfällen zwischen 1968 und 1997. Er wurde zu sechs Jahren Haft verurteilt; außerdem wurden die zuständigen Kirchenverantwortlichen, Kardinal Godfried Danneels und der Weihbischof Paul Lanneau, jeweils zu umgerechnet 12.500 Euro Geldbuße verurteilt. Im Oktober 1998 hob ein Berufungsgericht das Urteil gegen Danneels mit der Begründung auf, dass zwischen einem Bischof und einem Pfarrer kein Abhängigkeitsverhältnis bestehe, das eine Verurteilung begründen könne.
1997 wurde der Priester Leo A. wegen Missbrauchs von Minderjährigen zu sieben Jahren Gefängnis verurteilt.
André Louis, Priester in Ottré im Bistum Namur, wurde am 25. Oktober 2000 zu 30 Jahren Gefängnis verurteilt, weil er 26 Kinder über einen langen Zeitraum missbraucht hatte.
Im Herbst 2005 wurde der Fall der siebzigjährigen Belgierin Eva Dubuisson bekannt, die als Vierzehnjährige von einem Genter Priester und drei weiteren Männern vergewaltigt worden war. Die Kommission zur Aufklärung von Fällen sexuellen Missbrauchs sprach ihr 55 Jahre nach der Tat ein Schmerzensgeld von 50.000 Euro zu.
Im November 2005 wurden zwei frühere Ordensbrüder der Kongregation der Fratres Van Dale zu jeweils zehn Jahren Gefängnis verurteilt. Beide hatten geistig behinderte Menschen missbraucht, einer von ihnen, Luc D., mehr als 20 Opfer in einem Zeitraum von 16 Jahren.
Der Priester Gilbert Hubermont aus der Diözese Namur missbrauchte von 1987 bis 1991 einen Jungen, der Mitglied im Chor von Aubagne war. Obwohl der Täter einen Teil der Vorwürfe eingestanden hatte, wurde das Verfahren wegen Verjährung eingestellt, nachdem das Opfer die Taten knapp zehn Jahre nach den Vorfällen zur Anzeige gebracht hatte. Am 5. Juni 2007 wurde durch das Gericht von Arlon die frühere Entscheidung korrigiert und eine strafrechtliche Verfolgung der Taten ermöglicht.
Priester Bart Aben wurde am 27. November 2009 wegen Missbrauchs verhaftet, den er gestand.
Robert Borremans wurde 2010 zu fünf Jahren Gefängnis wegen des Missbrauchs eines 6 Jahre alten Jungen verurteilt. Er war bereits 2005 und 2006 wegen ähnlicher Tatbestände verurteilt worden.
Im April 2010 bot Roger Vangheluwe dem Vatikan an, als Bischof von Brügge zurückzutreten. Gleichzeitig gab er zu, dass die gegen ihn erhobenen Vorwürfe wegen sexuellen Missbrauchs zutreffen. Am 23. April 2010 nahm Papst Benedikt XVI. das Rücktrittsgesuch gemäß can. 401 § 2 CIC (Krankheit oder ‚andere schwerwiegende Gründe‘) an, laut Medienberichten nur eine Stunde nach dessen Bekanntwerden. Der Vorsitzende der Belgischen Bischofskonferenz, Erzbischof André-Joseph Léonard, sagte am Tag des Rücktritts, dass die belgischen Bischöfe beim Vatikan ein Amtsenthebungsverfahren gegen Vangheluwe beantragt hätten, wenn der Bischof seinen Rücktritt nicht angeboten hätte. Es ist das erste Rücktrittsgesuch eines Bischofs, das offiziell mit selbst begangenem Kindesmissbrauch begründet wurde. Am 14. April 2011 gestand Vangheluwe eine weitere Tatserie und räumte ein, einen weiteren Neffen sexuell missbraucht zu haben. Vor dem Geständnis hielt sich Vangheluwe auf Anregung des Vatikans in einem Kloster im französischen Loiretal auf. Dies löste in Belgien eine Welle der Empörung aus, in der von der belgischen Kirche eine deutliche Distanzierung von Vangheluwe gefordert wurde. Vor allem wurde Vangheluwe vorgeworfen, nicht die Schwere seiner Taten zu begreifen. Seinen Aufenthaltsort in Frankreich hat er unterdessen verlassen. Im August 2012 wurde ein Ermittlungsverfahren wegen sexuellen Missbrauchs gegen Vangheluwe eingeleitet. Gegenstand der Ermittlungen ist der Vorwurf, Vangheluwe habe in den 1990er Jahren in Lokeren (Westflandern) ein Heimkind missbraucht. Vangheluwe bestreitet die Vorwürfe.
Im Juni 2010 wurde nach einer Razzia der belgischen Behörden in Einrichtungen der römisch-katholischen Kirche im belgischen Parlament ein Missbrauchs-Sonderausschusses eingerichtet. Dieser Ausschuss beendete seine Arbeit Ende März 2011 und schlug vor, ein unabhängiges Schiedsgremium für Fälle sexuellen Missbrauchs in der römisch-katholischen Kirche einzurichten. Außerdem wurden Gesetzesänderungen und strukturelle Reformen bei Polizei und Justiz verlangt. In Rede stand etwa die Möglichkeit, dass Staatsanwaltschaft und Polizei Arbeitgeber von verurteilten Missbrauchstätern bei Rückfallgefahr über deren Vergangenheit in Kenntnis setzen können sollen. Die belgischen Bischöfe erklärten, dass sie die Opfer in den Mittelpunkt stellen und daher die Empfehlungen genau prüfen wollten. Die Rechtmäßigkeit der durchgeführten Razzia wird derweil von belgischen Gerichten geprüft.
Eine Kommission zur Aufklärung der Vorwürfe sexuellen Missbrauchs gegen Angehörige der römisch-katholischen Kirche in Belgien unter der Leitung des Kinderpsychiaters Peter Adriaenssens veröffentlichte im September 2010 ihren Abschlussbericht. Danach wurden 475 Fälle sexuellen Missbrauchs seit den 1960er Jahren ermittelt. Opfer waren vor allem Jungen. Sie wurden meist im Alter von zwölf Jahren missbraucht. Die Kommission stellte außerdem fest, dass Eltern von Opfern häufig Kenntnis von dem Missbrauch hatten, sich jedoch für den Schutz des Täters entschieden und schwiegen. Als Konsequenz wurde die Gründung eines neutralen Vertrauenszentrums, das alle Missbrauchs- und Gewaltopfer betreut, gefordert.
Im Juni 2011 berichtete das österreichische Nachrichtenmagazin profil, dass etwa 80 Missbrauchsopfer eine Sammelklage zur Feststellung der Mitverantwortung der römisch-katholischen Kurie für die innerhalb der römisch-katholischen Kirche geschehenen Missbrauchsfälle eingereicht hatten. In der Klageschrift wurden die Bischöfe und Ordensoberen in Belgien als Mitverantwortliche bezeichnet. Laut profil entstand die Klage in Zusammenarbeit mit Opferanwälten aus den Vereinigten Staaten von Amerika, die dort ein ähnliches Verfahren anstrengten.
Die römisch-katholische Kirche Belgiens erklärte im Mai 2011, die Opfer sexuellen Missbrauchs entschädigen zu wollen. Geplant sind Entschädigungen zwischen 2.500 und 25.000 Euro, über deren Vergabe eine Schiedskommission entscheiden soll.
Im April 2015 wurde der Primas der römisch-katholischen Kirche in Belgien, André-Joseph Léonard, wegen seiner Untätigkeit im Fall Hubermond vom Berufungsgericht in Lüttich zu einer Geldstrafe in Höhe von 10.000 Euro verurteilt. Der Betrag wurde dem Opfer des Priesters als Entschädigung ausgezahlt.

### Bosnien und Herzegowina
Im April 2009 wurde ein suspendierter peruanischer Priester wegen schweren sexuellen Missbrauchs eines italienischen Kindes auf einer Pilgerreise nach Međugorje in Bosnien und Herzegowina vom Strafgericht in Rimini zu einer achtjährigen Freiheitsstrafe verurteilt. Das Berufungsgericht in Bologna reduzierte die Strafe im März 2010 auf vier Jahre, bestätigte aber die Verurteilung des Priesters zu einer Schadenersatzzahlung in Höhe von 350.000 Euro und verfügte seine sofortige Inhaftierung.

### Dänemark
Die Verjährungsfrist wegen sexuellen Missbrauchs beträgt in Dänemark 15 Jahre ab dem 18. Geburtstag eines minderjährigen Opfers. Im Frühjahr 2010 erhoben zunächst 15 Personen Missbrauchsvorwürfe gegen katholische Priester und bezogen sich dabei auf den Zeitraum der 1960er und 1970er Jahre. Der Bischof von Kopenhagen, Czeslaw Kozon, lehnte Anfang März 2010 eine Untersuchung der Missbrauchsfälle zunächst ab, änderte jedoch nach einem Besuch bei Papst Benedikt XVI. in Rom seine Haltung.

### Frankreich

#### Häufigkeit
Insgesamt schien die römisch-katholische Kirche in Frankreich 2010 noch am wenigsten von den Skandalen betroffen zu sein. In der Presse wird dies vor allem auf ihre besondere Struktur zurückgeführt. So seien die kirchlichen Einrichtungen in Frankreich weniger zahlreich als in anderen Ländern und nicht mehr so geschlossen organisiert wie früher, auch die Personalstruktur unterscheide sich deutlich.
Nach einer Untersuchung einer unabhängigen Kommission, die von den französischen Bischöfen im November 2018 initiiert worden war und der Juristen, Mediziner, Historiker und Theologen angehören, wurden  allerdings in Frankreich seit 1950 216.000 Kinder missbraucht. Unter Einbeziehung von weiteren Einrichtungen, die von der Kirche in Frankreich betrieben werden, geht die Studie der Kommission von insgesamt 330.000 Opfern und zwischen 2.900 und 3.200 Missbrauchstätern – Priestern, Ordensleuten und anderen kirchlichen Mitarbeitern – aus. 80 Prozent der Opfer seien Jungen im Alter zwischen zehn und 13 Jahren gewesen, 20 Prozent Mädchen unterschiedlicher Altersgruppen. Bei den Taten habe es sich in fast einem Drittel der Fälle um Vergewaltigungen gehandelt.

#### Anzeigepflicht
In Frankreich unterliegen sexuelle Übergriffe auf Minderjährige einer strafbewehrten Anzeigepflicht, von der auch das Beichtgeheimnis nicht entbindet. Das Unterlassen der Strafanzeige wird mit Geldstrafe bis 45.000 € oder Freiheitsstrafe bis zu drei Jahren geahndet. Seit 2018 verjährt der Verstoß gegen die Anzeigepflicht nicht mehr.

#### Einzelne Fälle
Der französische Priester René Bissey wurde im Oktober 2000 wegen sexuellen Missbrauchs von Minderjährigen zu 18 Jahren Haft verurteilt. Die elf Opfer waren zum Zeitpunkt der Tat unter 15 Jahre alt gewesen. Im September 2001 wurde der Bischof von Bayeux-Lisieux, Pierre Pican, zu einer dreimonatigen Gefängnisstrafe auf Bewährung verurteilt, weil er vom Kindesmissbrauch Bisseys aufgrund der Priesterbeichte unmittelbare Kenntnis besessen, aber keine Strafanzeige erstattet hatte. Das Beichtgeheimnis entband schon nach damaliger Rechtslage nicht von der strafbewehrten Anzeigepflicht.
Im April 2010 wurde ein Brief vom September 2001 bekannt, in dem der Präfekt der Kongregation für den Klerus, Kardinal Darío Castrillón Hoyos, Pican dankte, dass er „das Gefängnis dem Verrat an einem Priesterbruder vorgezogen“ habe. Vatikan-Sprecher Federico Lombardi distanzierte sich vom Inhalt dieses Briefes und machte dafür Uneinigkeiten innerhalb der Kleruskongregation sowie zwischen Klerus- und Glaubenskongregation verantwortlich. Vor 2001 seien die gemeldeten Fälle an die Kleruskongregation weitergeleitet worden, wo einige Verantwortliche die Auffassung vertreten hätten, dass sie nur nach dem Kirchenrecht verhandelt werden sollten. Dieser Missstand sei aber durch den 2001 approbierten Text abgestellt worden, indem die Fälle bei der Kongregation für die Glaubenslehre gebündelt wurden. Kardinal Hoyos gab an, der Brief sei vom damaligen Papst Johannes Paul II. genehmigt gewesen.
Die französische Bischofskonferenz erklärte 2001, dass 19 französische Priester wegen Vergewaltigung oder Missbrauchs Minderjähriger angeklagt seien, sieben von ihnen befänden sich in Untersuchungshaft. Dreißig Priester hatten in den zurückliegenden Jahren Strafen erhalten, elf von ihnen Gefängnisstrafen.
Zu den bekannteren Fällen zählen François Lefort, der für den Missbrauch von sechs senegalesischen Minderjährigen zu acht Jahren Gefängnis verurteilt wurde, Pierre Dufour, der für Missbrauch und sexuelle Nötigung 15 Jahren Gefängnis erhielt, Henri Lebras, der zu zehn Jahren Gefängnis verurteilt wurde, weil er einen zwölfjährigen Jungen zwischen 1995 und 1998 sexuell missbraucht hatte, Denis Vadeboncoeur, der zwischen 1989 und 1992 Minderjährige sexuell missbraucht hatte und dafür zu zwölf Jahren Gefängnis verurteilt wurde. sowie Jean Luc Heckner, der 16 Jahre Gefängnis erhielt, weil er sieben 11- bis 14-jährige Jungen zwischen 1992 und 1998 sexuell missbraucht hatte.
Seit 2017 wurden und werden mehrere Mitarbeiter des Kinderdorfs Riaumont (Village du Riaumont) in Liévin, darunter fünf Mönche, wegen verschiedener Sexual- und anderer Delikte strafrechtlich verfolgt. Im Januar 2025 waren noch mehrere Strafverfahren, unter anderem wegen Konsums von Kinderpornografie, anhängig.
Im November 2018 wurde der ehemalige Bischof von Orléans, André Fort, zu einer achtmonatigen Bewährungsstrafe wegen Vertuschung von Missbrauchsfällen verurteilt. Der Täter, Diözesanpriester Pierre de Castelet, erhielt eine dreijährige Freiheitsstrafe, von der er zwei Jahre verbüßen musste.
Im Juli 2024 wurde bekanntgegeben, dass der bekannte und populäre Abbé Pierre (Henri Antoine Groues), Gründer der Emmaus-Bewegung sich zwischen dem Ende der 1970er-Jahre und 2005 möglicherweise sexuell übergriffig gegenüber sieben Frauen verhalten habe, von denen eine zum Zeitpunkt der Übergriffe minderjährig gewesen sei. Untersuchungen einer von den Emmaus-Bewegungen beauftragten Expertengruppe hätten ergeben, dass Henri Antoine Groues gegenüber Angestellten, Freiwilligen und Ehrenamtlichen der Emmaus-Organisationen sowie jungen Frauen aus seinem privaten Umfeld durch wiederholte Äußerungen mit sexuellem Bezug und unerwünschte Berührungen übergriffig geworden sei. Die Emmaus-Bewegung  geht noch von einer größeren Dunkelziffer aus. Weitere Betroffene und Zeugen werden aufgerufen, sich vertraulich an die Emmaus-Bewegung zu wenden, die dafür eine Hotline einrichtete; ihnen soll auch eine Begleitung angeboten werden.

#### Missbrauchsfälle bei der Gemeinschaft der Seligpreisungen
2011 berichtete die Zeitung La Croix über den wegen Missbrauchs verurteilten Diakon Philippe Madre. Dieser war nach der Verurteilung laisiert worden. Zuvor war er Mitglied der Gemeinschaft der Seligpreisungen und dort als Prediger und Modérateur general des von ihm gegründeten Werkes „Mère de Miséricorde“ tätig. Im November 2011 gab der von Papst Benedikt XVI. eingesetzte Delegat der Gemeinschaft, Henry Donneaud, bekannt, dass auch der Gründer, Gérard Croissant, bekannt unter dem Namen Bruder Efraim, sich an einem minderjährigen Mädchen und mehreren Schwestern der Gemeinschaft sexuell vergangen habe.

#### Verhalten des Heiligen Stuhls
Im Herbst 2018 weigerte sich der Heilige Stuhl, die Vorladung eines Strafgerichts in Lyon an Kardinal Luis Ladaria, den Präfekten der Kongregation für die Glaubenslehre, weiterzuleiten. Als Grund wurde dessen diplomatische Immunität genannt. Der Kardinal sollte als Zeuge gegen den Lyoner Erzbischof Philippe Barbarin aussagen. Barbarin wird vorgeworfen, die in Frankreich geltende strafbewehrte Anzeigepflicht bei sexuellem Missbrauch verletzt zu haben. Das Gericht entschied, den Prozess im Januar 2019 auch ohne Ladaria zu beginnen. Das Strafverfahren gegen Barbarin sowie Erzbischof Maurice Gardès und Bischof Thierry Brac de la Perrière wurde am 7. Januar 2019 eröffnet. Obwohl die Staatsanwaltschaft keine Verurteilung gefordert hatte, wurde Barbarin am 7. März 2019 zu einer sechsmonatigen Haftstrafe mit Bewährung verurteilt. Das Gericht bezog sich auf einen noch nicht verjährten Verstoß gegen die strafbewehrte Anzeigepflicht im Jahr 2014. Die fünf Mitangeklagten wurden freigesprochen. Unter Hinweis auf die Unschuldsvermutung lehnte der Papst den von Barbarin angebotenen Rücktritt am 19. März 2019 ab und beließ ihn im Amt. Der Vorsitzende der französischen Bischofskonferenz, Georges Pontier, äußerte Verwunderung über die päpstliche Entscheidung.
Im März 2020 akzeptierte der Papst Barbarins Rücktritt.
Am 16. März 2020 verurteilte ein Gericht in Lyon den ehemaligen Priester Bernard Preynat (1945–2024) zu fünf Jahren Gefängnis. Dieser hatte gestanden, rund 20 Jahre lang zahlreiche Minderjährige missbraucht zu haben.
Im Juli 2019 hob der Vatikan die diplomatische Immunität des apostolischen Nuntius Luigi Ventura auf. Die französische Staatsanwaltschaft hatte dies im März 2019 beantragt, nachdem Vorwürfe sexueller Übergriffe gegen einen jungen Mann beim Neujahrsempfang der Pariser Bürgermeisterin Anne Hidalgo laut geworden waren. Ventura trat im Dezember 2019 nach Erreichen der regulären Altersgrenze als Nuntius zurück.

### Italien
Die italienische Bischofskonferenz (CEI) veröffentlichte 2012 zum ersten Mal Zahlen zu Missbrauchsfällen. Demnach gab es im Zeitraum von 2000 bis 2011 insgesamt 135 Fälle sexuellen Missbrauchs Minderjähriger durch Priester. In 77 Fällen kam es zu einem Gerichtsprozess. 22 Priester wurden in erster und 17 weitere in zweiter Instanz verurteilt. 5 Verfahren endeten mit Freispruch. In 21 Fällen haben sich die Angeklagten und die Staatsanwaltschaft auf eine Vereinbarung verständigt. 12 Verfahren endeten mit der Einstellung.
In einer Studie von Associated Press wurden in Italien 73 Fälle von sexuellem Missbrauch durch Priester mit mindestens 235 Opfern dokumentiert.
67 ehemalige Schüler des Antonio Provolo Instituts für Taubstumme in Verona unterzeichneten eine Erklärung, wonach sie in den 1950er bis 1980er Jahren sexuellen Missbrauch, pädophile Übergriffe und körperliche Misshandlungen von Priestern und Brüdern erdulden mussten.
Ende März 2010 kündigte der Vorsitzende der italienischen Bischofskonferenz Angelo Bagnasco angesichts der zuvor bekannt gewordenen Fälle aus den Diözesen Bozen, Ferrara, Florenz und Rom an, man wolle künftig Priesteranwärter einer noch genaueren Prüfung unterziehen, denn schon ein pädophiler Geistlicher sei „einer zu viel“.
Die italienische Bischofskonferenz erarbeitete im Jahre 2011 eigene Leitlinien gegen sexuellen Missbrauch. In den Diözesen wurden Ombudsstellen nach ausländischem Vorbild eingerichtet. Man plante, ergänzend eine landesweite Datenbank über Missbrauchsfälle einzurichten. Die Leitlinien wurden im Mai 2012 veröffentlicht. Sie legen fest, dass Bischöfe verpflichtet sind, mit den staatlichen Behörden zusammenzuarbeiten. Eine explizite Anzeigepflicht besteht nicht.
Zum „Nationalen Tag gegen Pädophilie und Pädopornographie“ lobte die damalige italienische Justizministerin Paola Severino die Bemühungen der römisch-katholischen Kirche im Kampf gegen sexuellen Missbrauch. Die Kirche stelle sich dem Problem „mit Mut, Kompetenz und großem Einsatz“.
Am 28. Oktober 2014 beging der Priester Maks Suard in Triest Suizid durch Erhängen, nachdem er den sexuellen Missbrauch eines 13-jährigen Opfers gestanden hatte und bevor ihm der Ortsbischof Giampaolo Crepaldi die Suspendierung und die Weiterleitung des Falles an den Vatikan mitteilen konnte.
Im Juni 2016 wurde der Priester Mauro Inzoli wegen sexuellen Missbrauchs von fünf Jungen von einem Gericht in Cremona zu vier Jahren und neun Monaten Haft verurteilt, nachdem Papst Benedikt XVI. ihn 2012 aus dem Priesterstand entlassen (laisiert) hatte. Unter Papst Franziskus milderte die Glaubenskongregation 2014 das kirchliche Urteil zu einem „Leben im Gebet und demütiger Zurückhaltung“ und begründete dies mit „Barmherzigkeit“. Nach Kritik in den Medien, dass dies der propagierten „Nulltoleranz“ gegenüber Sexualstraftätern widerspreche, und nachdem der begnadigte Priester päpstlichen Angaben zufolge rückfällig geworden war, setzte Papst Franziskus die ursprüngliche Laisierung im Juni 2017 wieder in Kraft. Im September räumte der Papst ein, mit der Begnadigung einen Fehler begangen zu haben, und kündigte an, überführte Missbrauchstäter künftig nicht mehr zu begnadigen. Die Strafverteidiger Inzolis gaben an, letzterer sei nach der Begnadigung nicht mehr rückfällig geworden.
Dem Bischof von Albenga Imperia, Mario Oliveri, wurde vorgeworfen, einen wegen sexuellen Missbrauchs einer Messdienerin zu sieben Jahren und acht Monaten Haft verurteilten Priester nachdrücklich verteidigt zu haben. Am 2. September 2016 nahm Papst Franziskus Oliveris Rücktrittsgesuch an.
Anfang September 2017 wurde ein Vatikanangestellter bei einer Razzia am Bahnhof Roma San Pietro wegen des Besitzes von kinderpornografischem Material auf USB-Sticks und 15 Gramm Kokain verhaftet. Der Portier beim Päpstlichen Kulturrat war nach Einschätzung der Ermittlungsbehörden als Bote für eine unbekannte Person tätig gewesen und wurde im Dezember 2017 in den Hausarrest entlassen.
Am 26. September 2017 nutzte der zu 14 Jahren und zwei Monaten verurteilte ehemalige Priester Ruggero Conti einen Aufenthalt in einer Klinik südlich von Rom zur Flucht. Der Täter, dessen Hafterleichterung zu Hausarrest aufgehoben werden sollte, wurde zur Fahndung ausgeschrieben. Am 29. September 2017 wurde er in Mailand festgenommen.
Klosterinterne Missbrauchsfälle im 19. Jahrhundert in Kloster Sant’Ambrogio, Rom, waren durch den Kirchenhistoriker Hubert Wolf im Jahr 2013 anhand der Akten eines Inquisitionsprozesses ausführlich dargestellt worden.
Mitte November 2022 stellte die italienische Bischofskonferenz ihren ersten Missbrauchsbericht überhaupt vor. Dieser thematisiert nur die Jahre 2020 und 2021; seine Daten sind unvollständig: von 226 angeschriebenen Diözesen antworteten nur 166 (73 %). Die 2010 gegründete Opfer-Organisation Rete l’Abuso fordert seit Jahren eine unabhängige externe Untersuchung des Missbrauchsproblems in der Kirche Italiens.
Im Jahr 2022 wurden 54 mutmaßliche Fälle sexuellen Missbrauchs an die 108 sogenannten „Hörzentren“ der Kirche in Italien gemeldet, wie die Italienische Bischofskonferenz im November 2023 mitteilte. Die „Hörzentren“ sind Anlauf- und Informationsstellen für Betroffene und Fragen zu sexuellem Missbrauch. Knapp über die Hälfte der mutmaßlichen Fälle (56,8 Prozent) seien in der Vergangenheit geschehen. Insgesamt handle es sich bei 90,6 Prozent um reale Übergriffe, 9,4 Prozent seien über das Internet erfolgt. Der Großteil der Betroffenen (44) sei weiblich gewesen, knapp die Hälfte der Betroffenen (25) zum Zeitpunkt der Tat zwischen 15 und 18 Jahren alt. Die Zahl der mutmaßlichen Täter liege bei 32, davon 31 Männer. Jeweils zu einem Drittel würden Priester, Ordensleute und Laien der Taten beschuldigt.

### Kroatien
In Kroatien wurden der Öffentlichkeit Mitte Juni 2005 Fälle von Missbrauch in einem Kinderheim der Caritas in Brezovica nahe Zagreb bekannt. Betroffen waren unter anderem Waisen und Menschen mit Behinderungen.
Der Vorfall weitete sich zum Justizskandal aus, weil die stellvertretende Generalstaatsanwältin Bozica Cvjetko und zwei Staatsanwältinnen die Vorkommnisse in Brezovica gekannt, aber vertuscht haben sollen. Sie wurden daher vom Dienst suspendiert.
Die katholische Kirche des Landes äußerte sich zunächst nicht, was Anlass zu verschiedenen Mutmaßungen in der Presse gab. So gilt die Chefin der Caritas, Jelena Brajša, aufgrund ihrer Leistungen im Kroatienkrieg als in Kroatien sehr einflussreich. Bischof Josip Bozanić nahm schließlich öffentlich Stellung und forderte die Aufklärung der Vorfälle durch die Justiz. Seine Rede war jedoch sehr vorsichtig formuliert und würdigte auch „alle guten Taten, welche die Caritas unter der Leitung von Jelena Brajša in schwierigen Jahrzehnten gemacht“ habe.
Brajša wurde später vom Vorwurf, vom Missbrauch gewusst zu haben, freigesprochen. Angestellte hatten jedoch ausgesagt, dass sie in der Vergangenheit einen Koch entlassen haben soll, nachdem sie in dessen Tagebuch einen Bericht über die Vergewaltigung eines Mädchens gefunden hatte.

### Luxemburg
In Luxemburg haben sich bei einer Hotline bis zum November 2010 138 Betroffene gemeldet. Die Staatsanwaltschaft ermittelte in 114 Fällen.

### Niederlande

#### Rechtliche Lage
Die Verjährungsfrist für sexuellen Missbrauch von Kindern beträgt in den Niederlanden bislang 20 Jahre ab Volljährigkeit des Opfers. Aufgrund des Bekanntwerdens zahlreicher Fälle von Sexualstraftaten gegen Kinder in den 1950er und 1960er Jahren kündigte Justizminister Ernst Hirsch Ballin eine Gesetzesinitiative zur Aufhebung der Verjährungsfrist für solche Taten an.

#### Entwicklung
1995 eröffneten die katholischen Bischöfe der Niederlande im Secretariaat Rooms-Katholiek Kerkgenootschap die Kommission Hulp en Recht (Hilfe und Recht) für Opfer sexuellen Missbrauchs in der Kirche. Sie bietet unter anderem eine Telefon-Hotline für Opfer an.
Ende Februar 2010 wurden drei Salesianer Don Boscos beschuldigt, in ihren Juvenat Don Rua in ’s-Heerenberg in den sechziger Jahren mindestens drei Jungen sexuell missbraucht zu haben. Der Bischof von Rotterdam Adrianus Herman van Luyn, selbst Salesianer Don Boscos und von 1975 bis 1981 Provinzial der niederländischen Ordensprovinz, plädierte für eine gründliche Untersuchung. Die Vorwürfe waren bereits 1967 innerhalb der Ordensgemeinschaft untersucht, aber nie öffentlich gemacht oder angezeigt worden. Der Pater schied damals aus der Ordensgemeinschaft aus, auch die betroffenen Ordensbrüder sind nicht mehr Mitglied der Ordensgemeinschaft.
Im März 2010 wurden Vorwürfe laut, katholische Geistliche hätten im Blindeninstitut Sint Henricus in Grave in den sechziger Jahren regelmäßig blinde und schlecht sehende Kinder sexuell missbraucht.
Am 24. März 2010 gab Hilfe und Recht bekannt, in den vergangenen Wochen seien etwa 1.100 Meldungen über mögliche Fälle sexuellen Missbrauchs eingegangen.
Eine Kommission unter Leitung von Wim Deetman stellte am 16. Dezember 2011 ihre Ergebnisse vor. Nach Angaben der Kommission könnten zwischen 1945 und 2010 zwischen 10.000 und 20.000 Minderjährige in Einrichtungen der römisch-katholischen Kirche sexuell missbraucht worden sein. Diese Angabe ist eine statistische Hochrechnung, die aus einer repräsentativen Umfrage entwickelt worden war. Danach hatten in einer Befragung von etwa 34.000 Niederländern zwischen 0,3 % und 0,9 % der Befragten angegeben, ungewollten sexuellen Annäherungen durch Beschäftigte der römisch-katholischen Kirche ausgesetzt gewesen zu sein. An die Kommission selbst wurden 1.795 Anschuldigungen wegen sexuellen Missbrauchs herangetragen. In 90 % der Anschuldigungen ging es um leichten bis mittelschweren Missbrauch wie unangemessene Berührungen. Diese Anschuldigungen betrafen etwa 800 Täter, von denen etwa 100 zum Zeitpunkt der Untersuchung noch am Leben waren. Der Bericht der Kommission stellte außerdem fest, dass sexueller Missbrauch in katholischen Einrichtungen nicht häufiger vorkomme als in Einrichtungen anderer Konfessionen oder des Staates. Das in den Medien verbreitete Bild, dass sexueller Missbrauch vor allem in katholischen Einrichtungen vorkomme, wurde nach Aussage der Kommission durch die Ergebnisse der durchgeführten Untersuchungen nicht bestätigt.
Aufgrund der Ergebnisse der Kommission entschloss sich die niederländische Bischofskonferenz, Missbrauchsopfern Entschädigungen in Höhe von 5.000 bis 100.000 Euro anzubieten. In einem Kommentar für die Katholische Nachrichten-Agentur sah Burkhard Jürgens durch den Kommissionsbericht auch generelle Anfragen an die niederländische Gesellschaft insgesamt gestellt. Dazu arbeitet eine Kommission unter Leitung der früheren Generalstaatsanwältin Rieke Samson mittlerweile auch die geschehenen Missbrauchsfälle an staatlichen Einrichtungen auf. Der Bericht soll gegen Ende 2012/Anfang 2013 veröffentlicht werden. Er wird aber nicht die Recherchetiefe der Deetman-Kommission erreichen, da er engere Definitionen für Missbrauch verwendet.
Im März 2012 wurde der Fall des Missbrauchsopfers Henk Heithuis bekannt. Dieser wurde in den 1950ern in einer kirchlichen Einrichtung missbraucht und nachdem er Anzeige bei der Polizei gestellt hatte, in die psychiatrische Einrichtung „Huize Padua“ in der Provinz Nordbrabant eingeliefert. Da es hieß, Heithuis habe den Priester verführt, wurde er in dieser ebenfalls von katholischen Priestern geleiteten Einrichtung schließlich kastriert, um ihn von „homosexuellen Neigungen“ zu „heilen“. Heithuis war zum Zeitpunkt des Eingriffes 20 Jahre alt und damit nach damals geltendem Recht minderjährig. Bis in die 1960er war es üblich, Homosexuelle durch chemische oder physische Kastrationen, Elektroschock und Ähnliches „heilen“ zu wollen. Bisher nicht bekannt war, dass diese Praxis auch auf Minderjährige angewandt wurde. Gesprächsprotokolle legen nahe, dass die niederländischen Behörden von diesen Praktiken Kenntnis gehabt haben müssen. Außerdem gibt es Hinweise auf mindestens zehn weitere Fälle wie den von Heithuis. Das niederländische Parlament setzte daher eine Fragestunde an, in der die Einrichtung einer eigenen Untersuchungskommission erörtert werden sollte.
Im April 2014 gab die römisch-katholische Kirche in den Niederlanden nach einer internen Untersuchung bekannt, dass der ein Jahr zuvor verstorbene Bischof Joannes Gijsen zwischen 1958 und 1961 zwei Jungen sexuell missbraucht hatte. Laut Medienberichten hatte Gijsen beide Opfer zu sexuellen Berührungen und einen der beiden Jungen zum Oralverkehr gezwungen. Gegen Gijsen wurden 2011 erneut Anschuldigungen wegen sexuellen Missbrauchs erhoben, er bestritt jedoch, das Opfer zu kennen. Eine Kommission nahm die Fälle eine Woche nach Gijsens Tod 2013 wieder auf.

### Norwegen
Am 7. April 2010 wurde bekannt, dass der aus der Eifel stammende frühere Bischof der norwegischen Prälatur Trondheim Georg Müller zu Beginn der 1990er Jahre einen Messdiener sexuell missbraucht hatte. Dies war auch der Grund für seinen Rücktritt im Jahr 2009. In der Öffentlichkeit wurden jedoch Differenzen in der Zusammenarbeit mit der Glaubenskongregation als Grund für den Rücktritt angegeben. Der Vatikan war jedoch bereits über die wahren Gründe unterrichtet. Laut Aussage des Bischofs Bernt Ivar Eidsvig gibt es vier weitere potenzielle Fälle sexueller Übergriffe von katholischen Pfarrern auf Kinder in Norwegen.

### Polen
Im polnischen Erzbistum Posen wurde der Bischof Juliusz Paetz wegen sexueller Übergriffe suspendiert. Eine von der Kurie berufene Untersuchungskommission befand im Herbst 2001 die Vorwürfe als bestätigt.
Im Bistum Płock ergaben Untersuchungen Anfang 2007, dass der ehemalige Bischof Stanisław Wielgus, später ernannter Erzbischof von Warschau, darüber Kenntnis hatte, dass mehrere Priester in seinem Bistum Minderjährige sexuell missbraucht hatten.
Im Oktober 2018 verurteilte das Berufungsgericht in Posen den Orden der Gesellschaft Christi für Emigrantenseelsorge zu einer Entschädigungszahlung in Höhe von umgerechnet 233.000 Euro und zur Zahlung einer lebenslangen Monatsrente von umgerechnet 190 Euro an eine 24-Jährige, die seit dem 13. Lebensjahr von einem Ordensmitglied über ein Jahr lang sexuell missbraucht worden war. Der betreffende Priester wurde 2008 festgenommen, zu vier Jahren Haft verurteilt, im Jahr 2017 in den Laienstand versetzt und aus dem Orden ausgeschlossen.
Der polnische Spielfilm Kler (2018) thematisiert offen die bekanntgewordenen sexuellen Missbräuche in der katholischen Kirche Polens und lässt Opfer sexueller Übergriffe selbst zu Wort kommen. Der Crowdfunding-finanzierte Dokumentarfilm Sag es niemandem wurde am 11. Mai 2019 bei Youtube veröffentlicht und (Stand November 2020) 24 Millionen Mal aufgerufen.
Im März 2019 teilte die Polnische Bischofskonferenz im Rahmen ihrer Frühjahrsvollversammlung mit, dass von 1990 bis Juni 2018 382 Priester und Ordensmänner Minderjährige missbraucht haben sollen. Von den 625 mutmaßlichen Opfern seien 345 unter 15 Jahre alt gewesen.
Das Bistum Bielsko-Żywiec wollte 2021 im Rahmen von Ermittlungen gegen einen Priester wegen sexuellen Missbrauchs an einem Ministranten bei einem Gericht die sexuelle Orientierung des Opfers feststellen lassen, verbunden mit der Frage, ob der Missbrauchte Befriedigung bei der Vergewaltigung gezeigt und materielle Vorteile daraus gezogen habe. Nach vielfachen Protesten, unter anderem seitens der Polnischen Bischofskonferenz, entschuldigte sich das Bistum.
Die staatliche Kommission zur Aufarbeitung von sexuellem Kindesmissbrauch in Polen kritisierte im August 2022, dass der Zugang zu Dokumenten aus dem Bereich der Kirche sehr erschwert sei. Sobald Akten über kirchliche Verfahren gegen Beschuldigte von den Bistümern an den Vatikan übergeben worden seien, kämen die polnische Justiz und die Aufarbeitungskommission nicht mehr an sie heran. Zudem würden Akten nach einer Verurteilung bereits nach zehn Jahren vernichtet, wie es das Kirchenrecht vorsehe; um die Wahrheit festzustellen, brauche man jedoch für die Arbeit der Aufarbeitungskommission neben Zeugenaussagen auch die Analyse solcher Dokumente.
Im Mai 2023 nannte Erzbischof Wojciech Polak, Primas der katholischen Kirche in Polen, es „beschämend“, dass die Kirche das Leid der Opfer sexuellen Missbrauchs durch Priester „jahrzehntelang nicht bemerkt“ habe. Dafür bitte er noch einmal um Entschuldigung. Es sei auch erschütternd, dass vor 1989 der kommunistische Staat das Wohl dieser Kinder ignoriert habe und Täter (zum Beispiel Priester) erpresst habe, um sie zur Zusammenarbeit mit dem Geheimdienst zu bringen.
Im Bistum Sosnowiec trat im Oktober 2023 Bischof Grzegorz Kaszak im Alter von 59 Jahren zurück, nachdem eine Sexparty homosexueller Geistlicher in einer Priesterwohnung aufgeflogen war. Bereits 2010 hatten Priesteranwärter den Rektor des Priesterseminars des Bistums beschuldigt, sie sexuell missbraucht zu haben; das Seminar wurde inzwischen geschlossen.

### Portugal

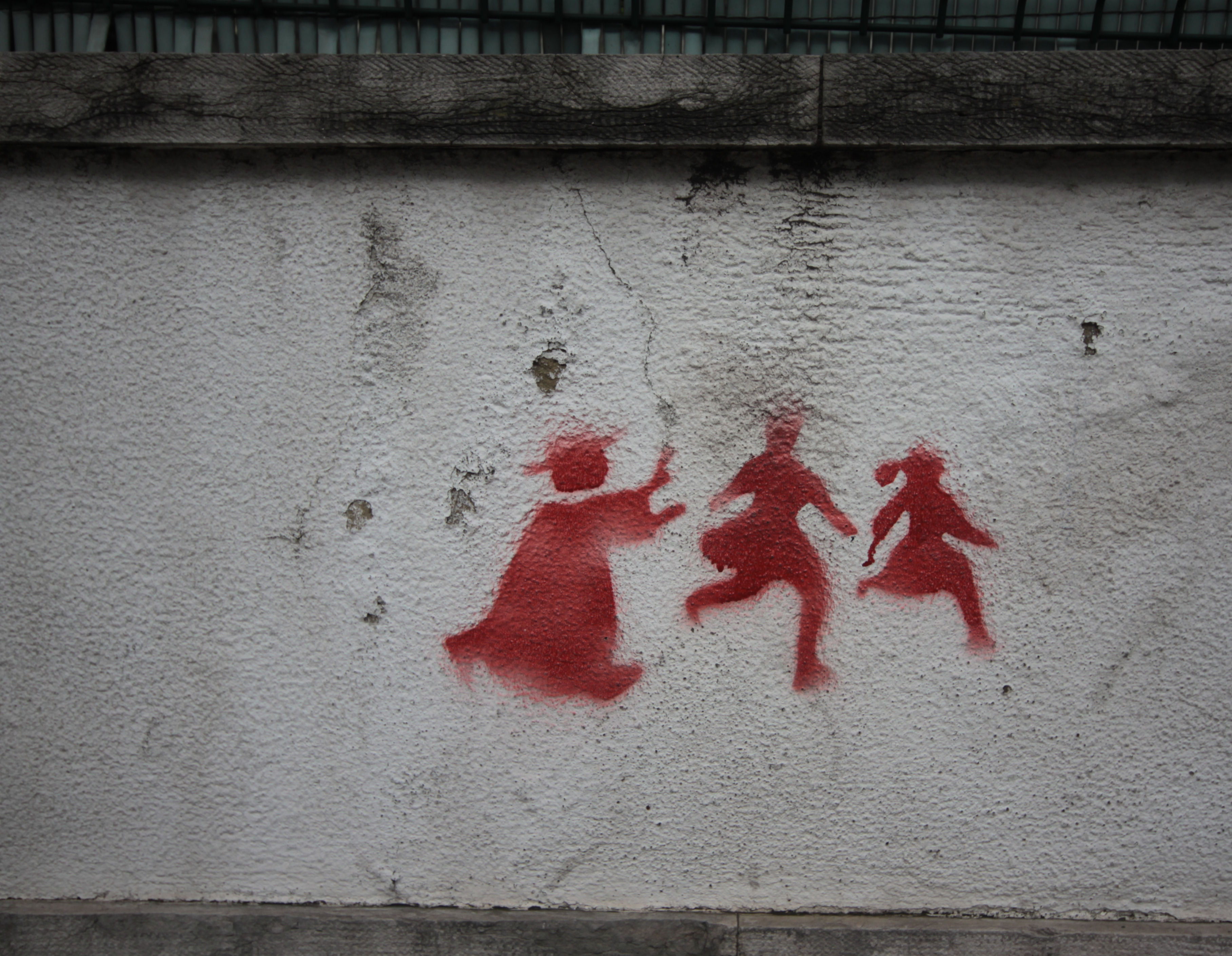
Graffito, welches einen Priester darstellt, der zwei Kindern nachrennt (Lissabon 2011)

In Portugal wurden nach Angaben der nationalen Bischofskonferenz bis Februar 2019 vier römisch-katholische Priester nach zehn Strafanzeigen in verschiedenen Fällen jeweils zu Haftstrafen, teils im zweistelligen Jahresbereich, verurteilt; nach einem von ihnen wurde bis 2018 international gefahndet, ein tatverdächtiger Priester wird seit diesem Jahr vermisst. Die schwersten bekannt gewordenen Fälle ereigneten sich in den Diözesen Funchal auf der Insel Madeira und Guarda, beide im Patriarchat Lissabon.
Im November 2021 beschloss die portugiesische Bischofskonferenz maximale Transparenz und prägte den Satz „Dem Schweigen eine Stimme geben“ („Dar Voz ao Silêncio“). Eine unabhängige Kommission hat uneingeschränkten Zugang zu allen Diözesanarchiven. Mitglieder der Kommission sind unter anderem ein früherer Justizminister, eine Soziologin und eine Regisseurin.
Am 13. Februar 2023 wurde der Bericht einer unabhängigen Kommission vorgestellt, die im Auftrag der portugiesischen Bischofskonferenz die Zeit seit etwa 1950 untersucht hatte. Demzufolge wurden in dieser Zeit mehr als 4.800 Kinder Opfer sexuellen Missbrauchs im Raum der katholischen Kirche Portugals, vor allem in katholischen Seminaren, Heimen, Schulen oder Sporteinrichtungen. Das Durchschnittsalter der Betroffenen lag bei knapp über 11 Jahren. In mehr als 70 Prozent der Fälle waren Priester die Täter. Die meisten Betroffenen wurden mehrfach Opfer sexualisierter Gewalt.
Die Portugiesische Bischofskonferenz erklärte im März 2023, die portugiesische Kirche werde Missbrauchsopfer nicht finanziell entschädigen, da es sich um individuelle Straftaten handele, für die die Täter haftbar seien. Die Bischofskonferenz werden ein Komitee einrichten, an das sich Opfer von Missbrauch wenden könnten; es solle Überlebenden von Missbrauch zuhören und sie in ihren Anliegen unterstützen. Zudem sollten die Ausbildungspläne in den Priesterseminaren überprüft werden, in denen es in der Vergangenheit zu zahlreichen Missbrauchsfällen gekommen sei. Anfang August solle auf dem Weltjugendtag in Lissabon mit Papst Franziskus der Missbrauchsopfer bei einem Bußgottesdienst gedacht werden; in der Stadt solle ein Mahn- und Erinnerungsdenkmal errichtet werden.

#### Bistum Funchal
Fall Frederico Cunha
In der Nacht zum 2. Mai 1992 kam es auf der portugiesischen Insel Madeira zu einem Missbrauchsfall mit Todesfolge. 1993 wurde der brasilianische Pater Frederico Cunha ORC, ein Mitglied des Engelwerkes, vom Bezirksgericht in Santa Cruz wegen Mordes an Luís Miguel Correia und versuchten sexuellen Missbrauchs von Jugendlichen zu einer Freiheitsstrafe von 13 Jahren verurteilt, obwohl mehrere dem Engelwerk angehörige Priester versucht hatten, Zeugen zur Falschaussage anzustiften und Ortsbischof Teodoro de Faria gegen Cunhas Verhaftung protestiert hatte; bei dieser Gelegenheit griff Bischof Faria die Juden verbal an. Der Bischof wurde 1994 wegen Druckausübung auf die Justiz verurteilt. In der von Rudolf Schermann herausgegebenen Zeitschrift Kirche intern leugneten die Regularkanoniker vom Heiligen Kreuz Cunhas Mitgliedschaft im Orden. 2004, 2006, 2010 und 2014 wurde diese jedoch rückwirkend bestätigt. Im April 1998 flüchtete Cunha während eines vorübergehenden Freigangs nach Rio de Janeiro. Erst zehn Jahre nach dem Mord räumte Bischof Faria ein, dass ihm Cunhas pädophile Praktiken bekannt gewesen waren. 2015 verglich Cunha das Vorgehen der portugiesischen Justiz und Presse mit dem Handeln des nationalsozialistischen Propagandaministers Joseph Goebbels und bestritt erneut, pädophil und ein Mörder zu sein. Mit Stand vom Februar 2016 war Cunha noch immer Priester des Bistums Funchal. Der Mord verjährte nach portugiesischem Recht am 8. April 2018, bei illegaler Wiedereinreise droht Cunha weiter die Festnahme und Abschiebung. Im Februar 2024 wurde er von Papst Franziskus laisiert. Cunha flüchtete aus Brasilien; sein Aufenthaltsort ist seitdem unbekannt.
Fall Anastácio Alves
Im Sommer 2018 verschwand der zum dritten Mal pädokrimineller Handlungen verdächtige und vom vormaligen Ortsbischof António José Cavaco Carrilho vorläufig amtsenthobene Priester Anastácio Alves spurlos. Missbrauchsvorwürfe aus den Jahren 2005 und 2007, während des Episkopats von Bischof Teodoro de Faria, waren nicht aufgeklärt worden; Alves wurde wie Cunha von Faria lediglich versetzt. Die jüngsten Vorwürfe gegen Alves waren seitens der römisch-katholischen Kirche gegenüber der Polizei verschwiegen worden; diese erfuhr erst durch die Kinder- und Jugendschutzkommission des portugiesischen Justizministeriums vom Verdacht des Kindesmissbrauchs durch Alves. Auch die Kongregation für die Glaubenslehre leitete kein Verfahren gegen Alves ein. Mit Stand von März 2019 konnte Alves vom Ortsbistum unter Bischof Nuno Brás da Silva Martins nicht zu den Strafanzeigen befragt werden. Im November 2019 erbat Alves seine Entpflichtung als Priester im Bistum Funchal; sein Aufenthaltsort blieb unbekannt, wodurch das laufende Strafverfahren unterbrochen wurde.
Weitere Fälle
Im November 2017 wies der Journalist António Fontes auf die fortgesetzte Tätigkeit pädokrimineller Priester im Bistum Funchal hin und bezeichnete letzteres, auch im Kontext des Falles Frederico Cunha, in diesem Zusammenhang als „Misthaufen“ (wörtlich monte de esterco).

#### Bistum Guarda
Im Bistum Guarda in Portugals Região Centro wurde folgender Fall mit einer Haftstrafe im zweistelligen Jahresbereich in den Medien bekannt:
Am 2. Dezember 2013 wurde Luís Miguel Mendes, vormaliger Vizerektor des Priesterseminars von Fundão, wegen sexueller Nötigung von sechs Jugendlichen in insgesamt 19 Fällen in letzter Instanz zu einer zehnjährigen Freiheitsstrafe verurteilt. Es war die erste Verurteilung eines katholischen Priesters wegen einer Sexualstraftat an Minderjährigen in Portugal seit dem Fall Frederico Cunha. Mendes nahm die Verurteilung unmittelbar nach der Verkündigung des Urteils an.

#### Erzbistum Braga
Im Mai 2020 wurden zwei Priester im Erzbistum Braga bei der diözesanen Kinderschutzkommission des sexuellen Missbrauchs beschuldigt. Einer der Priester war noch kurz vor der Meldung Mitglied der Diözesankurie gewesen, der andere zum Zeitpunkt der Meldung bereits verstorben. Beide Fälle waren nach Angaben des Erzbistums kirchen- und strafrechtlich verjährt; der noch lebende Priester werde von der Erzdiözese angezeigt, falls dieser noch nicht verjährte Fälle mitgeteilt würden.

### Schweden
Das Bistum Stockholm in Schweden entschuldigte sich auf Verlangen eines Missbrauchsopfers im Juni 2007 öffentlich in zwei Zeitungen. Obwohl das Kind, das in den späten fünfziger Jahren missbraucht wurde, sich innerhalb der Verjährungsfrist gemeldet hatte, wurde der Priester von der Kirche geschützt. Im Dezember 2005 berichtete das Opfer den Missbrauch abermals an die Diözese und verlangte dabei diese öffentliche Entschuldigung. Im April 2010 übernahm Bischof Anders Arborelius die Verantwortung für die bisherige Geheimhaltung der vier bis fünf bislang bekannt gewordenen Fälle in der 93.600 Mitglieder zählenden römisch-katholischen Kirche Schwedens.

### Schweiz
In der Schweiz ist die Straftat unter Artikel 187 des Schweizerischen Strafgesetzbuchs definiert.
Die Schweizer Bischofskonferenz gründete 2002 das Gremium „Sexuelle Übergriffe in der Pastoral“.
Im Februar 2010 wurde bekannt, dass in der Schweiz während der 15 Jahre zuvor 60 Verdachtsfälle untersucht wurden.
In der Schweiz wurde im März 2010 über eine „Schwarze Liste für pädophile Priester“ gestritten, ein Zentralregister in Rom. Martin Werlen, Abt des Klosters Einsiedeln, war dafür. Bischof Norbert Brunner, Präsident der Schweizer Bischofskonferenz, war dagegen: „Es ist Aufgabe eines jeden Bistums, zu prüfen, ob eine Person den fachlichen und moralischen Ansprüchen entspricht, bevor sie eingestellt wird.“
Im Februar 2011 beging ein bereits suspendierter Priester im Kanton Genf Selbstmord, nachdem die Staatsanwaltschaft ein Ermittlungsverfahren wegen sexuellen Missbrauchs gegen ihn eingeleitet hatte.
Im Jahr 2010 wurden der katholischen Kirche in der Schweiz 146 Missbrauchsfälle gemeldet.
Der Regierungsrat des Kantons Luzern beauftragte eine Kommission mit der Untersuchung der Vorkommnisse von 1930 bis 1970 im Erziehungsheim Rathausen. Der Bericht Kinderheime im Kanton Luzern im Zeitraum von 1930–1970 (Memento vom 23. September 2014 im Internet Archive) weist zahlreiche Übergriffe in Rathausen und in andern Heimen nach.
Im Jahr 2017 erschien das Buch des Bibliothekars Daniel Pittet (* 1959), in dem er berichtet, wie er ab dem Alter von neun Jahren vier Jahre lang in Freiburg (Schweiz) missbraucht wurde. Er verzieh dem Täter, einem Kapuziner-Priester. Er traf ihn im Jahr 2016, Jahrzehnte nach der Tat, und nennt ihn im Buch namentlich. 2015 hatte Pittet Papst Franziskus besucht und ihm seine Geschichte erzählt. Dieser schrieb ein Vorwort zum Buch, in dem er um Verzeihung bittet. Pittet war selbst Priester, ist jedoch nun verheiratet und hat sechs Kinder.
Laut Recherchen des Westschweizer Fernsehens RTS gibt es Vorwürfe des sexuellen Missbrauchs gegen insgesamt neun Augustiner-Chorherren der Abtei Saint-Maurice (Kanton Wallis); fünf von ihnen leben noch. Erste Vorwürfe kamen im September 2023 ans Licht, im Rahmen einer Studie der Universität Zürich zum Thema. Im gleichen Monat ließ Abt Jean César Scarcella sein Amt ruhen, da ihm vorgeworfen wurde, er habe einen Jugendlichen sexuell belästigt; das mutmaßliche Opfer soll sich mit einem Brief an Papst Franziskus gewandt haben, und bei der Schweizer Polizei wurde Anzeige gegen Scarcella erstattet. Am 28. Juni 2025 nahm Papst Leo XIV. Scarcellas Rücktritt an. Sein Vertreter, der Interims-Abt Roland Jaquenoud, trat bereits im November 2023 von diesem Amt zurück, weil bekannt wurde, dass er 2003 einen ihm untergebenen Novizen zum Geschlechtsverkehr gezwungen haben soll. Die Abtei hatte ihn daraufhin 2004 in die Mission nach Kasachstan entsandt; 2015 sei er nach Saint-Maurice zurückgekehrt und Prior geworden.
Der Orden beauftragte eine unabhängige Kommission mit einer Untersuchung. Nach deren im Juni 2025 veröffentlichtem Bericht gab es in der Abtei im Untersuchungszeitraum von 1960 bis 2024 mindestens 67 Fälle sexualisierter Gewalt, die von mindestens 30 Chorherren verübt wurden. Es handelte sich dem Bericht zufolge bei den Vorfällen um „Gesten oder Äusserungen mit sexuellen Anspielungen in einem Machtverhältnis, wiederholte sexuelle Berührungen, zweideutige Fotosessions, Verführungsversuche in einem Machtverhältnis, Exhibitionismus oder Konsum von Kinderpornografie“, außerdem Fälle von sexuellen Übergriffen, Vergewaltigungen und Zwangsabtreibungen.  Die Abtei zeigte sich betroffen und nahm die Ergebnisse „mit Ernst und Reue zur Kenntnis“ und erkannte an, dass es „eine Kultur des Schweigens und der Verharmlosung gab, die die Fähigkeit zum Zuhören, das Verantwortungsbewusstsein und die Wachsamkeit der Gemeinschaft geschwächt“ habe.
Die Schweizer Bischofskonferenz (SBK), die Römisch-Katholische Zentralkonferenz der Schweiz (RKZ) und die Konferenz der Vereinigungen der Orden und weiterer Gemeinschaften des gottgeweihten Lebens in der Schweiz (KOVOS) beauftragten Monika Dommann und Marietta Meier mit einer Untersuchung des sexuellen Missbrauchs im Umfeld der katholischen Kirche in der Schweiz seit Mitte des 20. Jahrhunderts. Sie führten zunächst ein Pilotprojekt durch und legten den Bericht zu dessen Ergebnissen im Mai 2023 vor, in korrigierter Auflage im November 2023. Dabei wurden 1002 Fälle, von problematischen Grenzüberschreitungen bis hin zu schwersten, systematischen Missbräuchen, die über Jahre hinweg andauerten, 510 Beschuldigte und 921 Betroffene identifiziert. Kirchliche Vorgesetzte versetzten dabei beschuldigte und überführte Kleriker systematisch, mitunter auch ins Ausland, um eine weltliche Strafverfolgung zu vermeiden und ihren weiteren Einsatz zu ermöglichen.

### Slowenien
Im Juli 2011 wurde von zwei pädophilen Geistlichen berichtet, die schon seit längerem bekannt seien. Seitens der römisch-katholischen Kirche in Slowenien sollen die vatikanischen Regularien zum Umgang mit des Missbrauchs verdächtigen Priestern nur „halbherzig“ angewandt worden sein. Das Erzbistum Ljubljana verwies demgegenüber auf ein laufendes Verfahren, in dem der betroffene Priester bereits suspendiert und mit Kontaktverbot zu Kindern belegt sei.

### Spanien
Im November 2014 suspendierte Francisco Javier Martínez Fernández, Erzbischof von Granada in Spanien, zehn Priester vorläufig von ihren Ämtern und leitete Voruntersuchungen ein, um die Glaubhaftigkeit der Anschuldigungen zu überprüfen. Sie sollen einen damals 14-jährigen Jungen missbraucht haben. Die Übergriffe sollen sich etwa 2004 in der Kirchengemeinde Juan María de Vianneimeno in Granada ereignet haben. Drei der tatverdächtigen Priester gehören angeblich dem Klan der Romaneros an.
2018 veröffentlichte Juan Ignacio Cortés das Buch „Wölfe im Fell des Schäfers“. Es war das erste Buch, das sich mit dem sexuellen Missbrauch im Umfeld der Kirche und mit der Abwehrhaltung der spanischen Bischöfe befasste.
Die Zeitung El País begann im Oktober 2018 mit einer Artikelserie über die 34 Fälle, mit denen sich die Gerichte in den Jahrzehnten davor befasst hatten. El Pais erhielt in kurzer Zeit hunderte Zuschriften; die Redaktion richtete ein Rechercheteam ein.
Die Redakteure befassten sich mit 600 mutmaßlichen Tätern (in 31 Diözesen und in 31 Orden) und mehr als 1200 mutmaßlichen Opfern. Ein El-Pais-Korrespondent übergab im Dezember 2021 Papst Franziskus auf einem Flug ein fast 400 Seiten umfassendes Dossier. Franziskus leitete den Bericht an die Kongregation für die Glaubenslehre weiter, die im Vatikan für die Missbrauchsuntersuchungen zuständig ist. Die spanischen Bischöfe wurden nachdrücklich aufgefordert, den Vorwürfen nachzugehen.
Im Januar 2022 gab der bekannte Schriftsteller Alejandro Palomas ein Rundfunkinterview. Er berichtete, wie ein Ordensbruder vor über vierzig Jahren (Palomas war acht Jahre alt) sein Vertrauen gewann, um ihn dann zu missbrauchen und am Ende zu vergewaltigen.
Der spanische Ministerpräsident Pedro Sánchez rief Palomas danach an, dankte ihm für seine Offenheit und lud ihn zu einem Gespräch ein. Im spanischen Parlament unterstützten inzwischen fast alle Parteien die Einsetzung eines Untersuchungsausschusses; nur die PP und die Rechtspopulisten-Partei Vox waren dagegen.
Im Juli 2020 hat Opus Dei zum ersten Mal öffentlich eingestanden, dass ihr Priester Manuel C. einen Missbrauchsfall in Spanien begangen hatte.

### Vatikanstadt
Am 18. Februar 2018 wurde Monsignore Pietro Amenta (55), ein Richter der Römischen Rota und Beamter der Kongregation für den Gottesdienst und die Sakramentenordnung, wegen sexueller Belästigung eines 18-jährigen Rumänen und Besitzes digitaler Kinderpornografie im Vorjahr zu einer 14-monatigen Bewährungsstrafe verurteilt. Das Strafmaß hatte er zuvor mit dem zuständigen Gericht ausgehandelt. Der Priester war bereits 1991 wegen obszöner Handlungen und 2004 wegen sexueller Belästigung angezeigt worden. Nach der Verurteilung legte er sein Amt an der Rota nieder.
Am 7. April 2018 wurde der zuvor aus den USA abberufene vatikanische Diplomat Carlo Alberto Capella in der Vatikanstadt unter dem Vorwurf des Besitzes von Kinderpornografie und deren Verbreitung festgenommen. Gegen den Diplomaten lag bereits seit dem Vorjahr ein Haftbefehl in Kanada vor. Am 9. Juni 2018 erhob die vatikanische Justiz Anklage gegen Capella. Er wurde am 23. Juni 2018 zu fünf Jahren Haft und einer Geldstrafe von 5000 Euro verurteilt, nachdem er ein Geständnis abgelegt hatte.

### Vereinigtes Königreich
John Aloysius Ward, Bischof des britischen Erzbistums Cardiff im Vereinigten Königreich, musste 2001 nach der Aufforderung durch Papst Johannes Paul II. seinen Rücktritt einreichen. Im Jahr zuvor hatte Bischof Ward zwei pädokriminelle Priester gedeckt. 1998 war er selbst inhaftiert worden, nachdem er fälschlicherweise von der Polizei verdächtigt wurde, dreißig Jahre zuvor ein siebenjähriges Mädchen missbraucht zu haben. Ward nahm dies zum Anlass, sich für Menschen einzusetzen, die fälschlicherweise des sexuellen Missbrauchs beschuldigt wurden.
Im Jahre 1998 lag auch der erste Fall, in dem John Ward schließlich Versagen gegenüber sexuell übergriffigen Priestern vorgeworfen wurde, und die Verurteilung seines ehemaligen Sprechers John Lloyd wegen Missbrauchs. (Dieser saß zu diesem Zeitpunkt bereits wegen Übergriffen auf ein dreizehnjähriges Mädchen im Gefängnis).
Der zweite Fall war der des Priesters und Lehrers John Jordan. Jordan war während seiner Zeit als Lehrer von gegen ihn bestehenden Vorwürfen wegen sexuellen Missbrauchs freigesprochen worden. Danach begann er sein Theologiestudium. In dieser Zeit wollte der damals zuständige Bischof von Plymouth, Christopher Budd, unter Berufung auf die kirchlichen Kinderschutzrichtlinien den Fall von Jordan noch einmal genauer untersuchen. Jordan entzog sich dieser Prozedur durch Wechsel in Wards Diözese. Budd schrieb daraufhin vertraulich an Ward und bat ihn eindringlich, Jordan einer genaueren Untersuchung zu unterziehen. Ward ging darauf jedoch nicht ein und weihte Jordan im Jahre 1998 zum Priester. Im Jahre 2000 wurde Jordan schließlich wegen sexuellen Missbrauchs verurteilt. Zwei der Fälle bezogen sich auf seine Zeit nach seiner Weihe.
Im Oktober 2006 wurde die Dokumentation Sex Crimes and the Vatican von der BBC ausgestrahlt.
Patrick Raggett, der angab, im Preston Catholic College in Lancashire missbraucht worden zu sein, reichte eine Schadensersatzklage über 5 Millionen Pfund ein, die im Mai 2009 vor Gericht zugelassen wurde. Damit wurde eine neue Größenordnung für Schadensersatzforderungen geschaffen.
Im Oktober 2010 wurde der katholische Priester James Robinson in Birmingham zu 21 Jahren Haft verurteilt. Der 73-Jährige hatte zwischen 1959 und 1983 insgesamt 21 Jungen missbraucht.
Ein im November 2011 in der Times veröffentlichter Untersuchungsbericht des Klosters Ealing Abbey berichtete davon, dass sich einzelne Mönche des Benediktinerordens von 1940 bis 2007 an Schülern vergriffen hätten. Der Bericht stützte sich auf Aussagen von mehr als 100 Personen.
Im März 2012 entschuldigte sich der Primas der römisch-katholischen Kirche, Seán Brady, bei Missbrauchsopfern aus Nordirland. Anlass des Treffens zwischen Brady und Missbrauchsopfern aus Nordirland war die Einrichtung einer Untersuchungskommission über Missbrauchsfälle in kirchlichen Einrichtungen in Nordirland.
Keith Patrick O’Brien (1938–2018), Erzbischof und ranghöchster Katholik im Vereinigten Königreich, bot im November 2012 gemäß Kirchenrecht (CIC can. 401 § 1) dem Papst seinen Amtsverzicht als Diözesanbischof zum Ablauf seines 75. Lebensjahres (März 2013) an.
Im Februar 2013 warfen vier Männer O’Brien vor, er habe sich Anfang der 1980er Jahre gegenüber ihnen – sie waren damals Seminaristen bzw. junge Geistliche – unangemessen verhalten. Der Guardian berichtete von unangemessenen Annäherungsversuchen nach Abendgebeten und unangemessenem Körperkontakt. Die Beschwerde wurde von drei aktiven und einem ehemaligen Priester in der Woche vor dem Rücktritt des Papstes dem apostolischen Nuntius in England (Antonio Mennini) übergeben. O’Brien ließ die Vorwürfe zunächst über einen Sprecher zurückweisen. 36 Stunden nach Bekanntwerden der Vorwürfe nahm Papst Benedikt XVI. O’Briens Amtsverzicht-Angebot an.
Einige Tage später gab O’Brien in einer schriftlichen Erklärung zu, dass es Zeiten gegeben hat, „in denen mein sexuelles Verhalten unter den Standard gefallen ist, der von mir als Priester, Erzbischof und Kardinal erwartet wurde“. Er bat bei der gesamten Kirche um Vergebung und entschuldigte sich bei allen, die er mit seinem Verhalten verletzt habe. Zudem kündigte er an, dem Kirchenleben komplett den Rücken zu kehren und den Rest seines Lebens zurückgezogen zu verbringen. Am öffentlichen Leben der katholischen Kirche von Schottland werde er nicht mehr teilnehmen.
An zwei vom Benediktinerorden geführten Schulen in Ampleforth (Grafschaft North Yorkshire) und Downside (Somerset) wurden über 40 Jahre hinweg Kinder sexuell missbraucht, wie am 9. August 2018 bekannt wurde. Die jüngsten der Opfer waren sieben Jahre alt. An den Vorfällen waren auch Ordensmitglieder beteiligt. Nach Aussagen von Betroffenen habe es zudem eine „Kultur der Akzeptanz“ und eine „eklatante Offenheit“ von missbräuchlichem Verhalten bis hin zu sadistischen Praktiken gegeben; die Täter hätten ihre sexuellen Interessen nicht versteckt und ihre Opfer zum Teil vor den Augen ihrer Mitschüler missbraucht. Nach außen hin sei das Treiben systematisch vertuscht worden; der Ruf der Schule habe stets Vorrang vor dem Schutz der Kinder gehabt.

## Nordamerika

### Costa Rica
Die Staatsanwaltschaft von Costa Rica hat im März 2019 Gebäude der Bischofskonferenz des Landes in San José durchsuchen lassen auf der Suche nach Hinweisen in zwei Fällen.
Staatspräsident Carlos Alvarado Quesada forderte im Juni 2019 das Parlament auf, eine strafbewehrte Anzeigepflicht bei Sexualstraftaten an Kindern zu erörtern. Diese solle auch gelten, wenn der Zeuge als Beichtvater von dem Delikt erfahre. Die Nichtanzeige solle mit einer Geldstrafe bedroht sein.

### Dominikanische Republik
Sieben Kinder sollen nach einem Bericht vom Mai 2011 am „Centro Educativo Mis Dos Tesoros“, einer katholischen Bildungseinrichtung in Higuey, Provinz Altagracia, Dominikanische Republik, sexuell missbraucht worden sein. Beschuldigt wurde der Interimsdirektor Mateo Montilla.
Im August 2013 enthob Papst Franziskus den Apostolischen Nuntius in der Dominikanischen Republik, Józef Wesołowski, seines Amtes. Der Nuntius war zuvor in den Verdacht des sexuellen Missbrauchs von Kindern geraten. Der dominikanische Generalstaatsanwalt kündigte Ermittlungen an. Ein Freund Wesołowskis, der Priester Wojciech Gil aus Juncalito, war bereits im Mai 2013 unter dem Verdacht der Belästigung von Messdienern suspendiert worden. Am 23. September 2014 wurde Wesołowski in der Vatikanstadt festgenommen und unter Hausarrest gestellt. Kurz darauf wurde bekannt, dass Wesołowski mehr als 100.000 kinderpornografische Dateien auf seinem Computer gesammelt hatte.
Der am 11. Juli 2015 eröffnete Prozess wurde wegen einer Erkrankung Wesołowskis, der nicht zur Verhandlung erschienen war, für unbestimmte Zeit vertagt. Wesołowski starb am 27. August 2015 in der Vatikanstadt, bevor das Verfahren zu Ende geführt werden konnte.

### Honduras
Am 20. Juli 2018 nahm Papst Franziskus das von Weihbischof Juan José Pineda Fasquelle CMF im Erzbistum Tegucigalpa in Honduras vorgebrachte Rücktrittsgesuch an. Zuvor waren Pineda „sexuelles Fehlverhalten“ mit erwachsenen Priesterseminaristen, sexueller Missbrauch und Korruption vorgeworfen worden.

### Kanada

#### Staatsinternate für Inuit und Indianer
In Kanada wird die Beteiligung der römisch-katholischen Kirche an den sogenannten Residential Schools thematisiert. In diesen Internaten wurden die Kinder der Inuit und der Indianer bis in die 1980er Jahre zwangsweise zwecks Unterricht eingewiesen. Derzeit sind etwa 3.000 Einrichtungen bekannt, die etwa 150.000 Menschen von 1874 bis 1960 besucht hatten. Die Schulen waren staatlich, wurden jedoch überwiegend von der römisch-katholischen Kirche und von den Vorgängern der United Church of Canada, also Presbyterianer, Methodisten und Kongregationalisten betrieben. Etwa 90.000 Menschen besuchten Internate unter katholischer Schirmherrschaft. Die Leitung der Schulen wurde den Kirchen 1969 entzogen. Das letzte Internat wurde 1996 geschlossen.
Untersuchungskommissionen zeigten seit den 1990er Jahren, dass die Rechte der Kinder in diesen Internaten in massiver Weise verletzt wurden. So war die Sterblichkeitsrate hoch, da gesunde Kinder zusammen mit Tuberkulosekranken unterrichtet wurden. Außerdem kam es in zehntausenden Fällen zu sexuellen Übergriffen.
Nach dem Urteil einer Kommission habe „kein Bereich ihrer Untersuchung mehr Wut und Scham hervorgerufen, als die Geschichte der Residential Schools … der unglaubliche Schaden – Verluste an Menschenleben, Verunglimpfung der Kultur, Zerstörung von Selbstachtung und Selbstwertgefühl, Zerstörung von Familien, die Auswirkungen dieser Traumata auf nachfolgende Generationen und die Ungeheuerlichkeit kultureller Überlegenheitsdünkel die hinter dem ganzen Unternehmen steckten – wird jeden zutiefst erschüttern, der es wagt, diese Geschichte in sein Bewusstsein dringen zu lassen“.
Für die Opfer wurden 1,9 Milliarden kanadische Dollar (circa 1,45 Mrd. Euro) als Entschädigung bereitgestellt. Zugleich wurde die Einrichtung der „Wahrheits- und Versöhnungskommission“ beschlossen.
Der ehemalige Priester Kevin Annett verlangt angesichts dieser Zustände eine Untersuchung durch den Internationalen Gerichtshof.
Papst Benedikt XVI. lud 2009 eine Delegation der Opfer in den Vatikan ein und drückte ihnen gegenüber seine persönliche Betroffenheit für die Leiden der Menschen in den Internaten aus. Der Vorsitzende der kanadischen Bischofskonferenz, James Weisgerber, erklärte, dass die katholische Kirche ihren Beitrag dazu leisten müsse, dass das Unrecht an den Ureinwohnern anerkannt und den Opfern geholfen wird.

#### Fälle
1988/89 erschienen die ersten Schlagzeilen über sexuellen Kindesmissbrauch in der kanadischen römisch-katholischen Kirche. Am 1. Juni 1989 führte eine Königliche Kommission eine Untersuchung im Mount-Cashel-Waisenhaus in Neufundland durch. Etwa zeitgleich fand eine kirchliche Untersuchung gegen weitere sieben Priester ebenfalls aus Neufundland statt. Im August 1989 wurden insgesamt 23 kanadische Priester und Ordensleute öffentlich angeklagt. Im Juni 1990 bestätigte die vom Erzbischof eingesetzte Kommission, dass die Bistumsleitung seit Mitte der siebziger Jahre Kenntnis von den abweichenden oder sexuell ungeeigneten Verhaltensweisen einiger Kleriker hatte. Ausdrücklich wurde festgehalten, dass das ungenügend energische Vorgehen durch den Erzbischof weiteren Kindesmissbrauch ermöglicht hatte.
Bischof Hubert Patrick O’Connor trat 1991 zurück. Er wurde im November 1996 wegen sexuell motivierter Straftaten in seiner Zeit als Priester zu zweieinhalb Jahren Gefängnis verurteilt.
Im August 2006 bekannte sich Priester Charles Sylvestre schuldig, zwischen 1954 und 1984 insgesamt 47 Opfer sexuell missbraucht zu haben. Unter anderem missbrauchte er ein Mädchen im Alter von sieben Jahren bis zu ihrem 14. Lebensjahr. Lou Ann Soontiens erhielt im Mai 2009 für ihr Leid 2 Millionen Kanadische Dollar. Das Bistum London beteiligte sich öffentlich an der Aufklärung.
Im April 2009 verurteilte der Papst in Kanada die sexuellen Übergriffe an den Schülern.
Im September 2009 trat der Bischof des Bistums Antigonish, Raymond Lahey, von seinem Amt zurück – wegen Besitzes von Kinderpornografie – und stellte sich den Behörden. Bereits in den 1980er Jahren hatte es Vorwürfe gegeben, er habe Jungen solches Material gezeigt.
Am 4. Januar 2012 wurde Lahey zu 15 Monaten Freiheitsstrafe verurteilt. Da er bereits acht Monate in Untersuchungshaft verbracht hatte und diese doppelt angerechnet wurde, verfügte das Gericht Laheys Freilassung. Er wurde im Mai 2012 laisiert.

### Mexiko
Ein Mexikaner hat zwei katholische Kardinäle verklagt, weil sie nicht gegen sexuellen Missbrauch vorgegangen seien. Demnach sollen die Beschuldigten einen pädophilen Priester geschützt haben. Jener soll 1988 aus den USA zurück nach Mexiko versetzt worden sein. Neun Jahre später verging er sich an dem Mann, der nun Klage eingereicht hat. Die Klage wird gegen den US-Kardinal Roger Mahony und seinen mexikanischen Kollegen Kardinal Norberto Rivera Carrera geführt, die vorsätzlich die Missbrauchsvorwürfe gegen den früheren Priester vertuscht haben sollen.
Im Jahr 2010 veröffentlichte die SNAP eine Liste von 65 Priestern, die in den USA des sexuellen Missbrauchs beschuldigt werden. Alle diese Priester befinden sich in verschiedenen Diözesen in Mexiko, einige davon immer noch im Amt.
Mexiko ist als das Land, in dem die Legionäre Christi 1941 von Marcial Maciel (1920–2008) gegründet wurden und in dem der Orden stark vertreten ist, besonders vom Missbrauchsskandal der Legionäre Christi betroffen.
Maciel selbst hat mindestens 60 Kinder und Jugendliche missbraucht. Lange Jahre wurde er von Papst Johannes Paul II. unterstützt. Aufgrund einer Apostolischen Visitation des Ordens (2009/2010) durch fünf unabhängige Bischöfe kam der Vatikan zu der Einschätzung, dass Maciel in den 64 Jahren seiner Leitungstätigkeit ein Machtsystem aufgebaut hatte, das den Missbrauch strukturell stützte. Im März 2021 veröffentlichte der Orden aktualisierte Zahlen zum sexuellen Missbrauch bei den Legionären Christi. Insgesamt 27 Priester, Maciel eingerechnet, seien Missbrauchstäter geworden, und es gebe insgesamt 170 Missbrauchsopfer. Von den 27 Tätern seien vier verstorben; von den 23 noch lebenden Tätern seien sieben aus dem Orden ausgeschlossen worden (und nur einer von diesen sei noch Priester). Die Missbrauchstaten geschahen in Mexiko (bei 17 Beschuldigten), USA (8), Spanien (6),  Brasilien (4), Italien (2), Chile (2) sowie in der „Anden-Region“ Kolumbien und Venezuela (2); bei einigen Tätern stammten Beschuldigungen aus zwei oder mehr Ländern.

## Südamerika
Eine im Oktober 2022 veröffentlichte anonyme Erhebung der Lateinamerikanischen Ordenskonferenz CLAR unter 1.417 Ordensfrauen aus 23 Ländern in Lateinamerika ergab, dass mehr als die Hälfte der Befragten (55,2 Prozent) im Ordensleben Erfahrungen mit Machtmissbrauch erfahren hatte, und zwar durch Oberinnen (51,9 Prozent), Priester (34 Prozent), Ausbilderinnen (23 Prozent) und Bischöfe (10 Prozent). Von sexuellen Übergriffen war jede fünfte Ordensfrau in Lateinamerika und der Karibik betroffen: durch Priester 14,3 Prozent, durch Laien 9,7 Prozent. Fast 40 Prozent der befragten Ordensfrauen wurden Zeugin von seelischem Missbrauch gegenüber einer anderen Person.

### Argentinien
1994 leitete Monsignore José María Arancibia aus dem Vatikan eine Untersuchung gegen den Erzbischof des argentinischen Erzbistums Santa Fe de la Vera Cruz, Edgardo Gabriel Storni ein, nachdem 47 junge Seminaristen Vorwürfe geäußert hatten, von ihm sexuell missbraucht worden zu sein. Im Februar 1995 reiste der Bischof nach Rom und erreichte bei Papst Johannes Paul II. eine Aufhebung der Untersuchung und eine Bestätigung im Amt. Als die argentinische Publizistin Olga Wornat 2002 mit dem Buch „Nuestra Santa Madre“ den Fall publik machte und einer der ehemaligen Seminaristen ihn anzeigte, gab der Erzbischof im Oktober 2002 sein Amt auf. Ende 2009 wurde er zu acht Jahren Gefängnis verurteilt, die er im Hausarrest verbüßt.
Am 10. Juni 2009 wurde der argentinische Ordenspriester Julio Grassi SDB für den sexuellen Missbrauch eines Jungen in der von ihm gegründeten „Happy Children’s Foundation“ zu 15 Jahren Gefängnis verurteilt. Grassis Anwalt legte Berufung ein.
Im November 2019 wurden die Priester Horacio Corbacho und Nicola Corradi in der Provinz Mendoza rechtskräftig zu über 40-jährigen Haftstrafen verurteilt. Das Gericht sah es als erwiesen an, dass beide Priester und ein Gärtner zwischen 2004 und 2016 gehörlose Kinder in einer Schule sexuell missbraucht und vergewaltigt hatten. Die Schule wurde auf gerichtliche Anordnung von der Polizei geschlossen.
Im Februar 2020 entließ Papst Franziskus den Priester Roberto Juan Yannuzzi, den Gründer der konservativen Ordensgemeinschaft Miles Christi, aus dem Klerikerstand. Die Glaubenskongregation war in einer Untersuchung zu dem Schluss gelangt, Yannuzzi habe sexuelle Übergriffe gegen erwachsene Opfer begangen und Komplizen die Absolution erteilt.

### Brasilien
2007 wurde der wegen Mordes und versuchten sexuellen Missbrauchs in Portugal vorbestrafte brasilianische Priester Frederico Cunha in Rio de Janeiro wegen eines dort begangenen vollendeten sexuellen Missbrauchs eines Schülers zu einer Freiheitsstrafe verurteilt. 2021 gab der Mörder an, weiterhin Messen zu feiern.
2010 wurde der 83-jährige brasilianische Priester Luiz Marques Barbosa nach einer parlamentarischen Anhörung festgenommen. 20 Zeugen erhoben Vorwürfe gegen ihn und zwei weitere Priester derselben Erzdiözese. Barbosa soll mehrere Jungen, darunter auch einen Zwölfjährigen, sexuell missbraucht haben. Die Ermittlungen gegen den Priester wurden eingeleitet, nachdem der brasilianische Sender SBT ein Video zugespielt bekommen hatte, das ihn im Bett mit einem 19-jährigen Messdiener zeigt. Laut dem Vorgesetzten Bischof Valerio Breda des Bistums Penedo wurden die drei Priester vom Dienst suspendiert und ein Ermittlungsverfahren eingeleitet.
Im August 2016 erhängte sich der unter dem Verdacht des Kindesmissbrauchs verhaftete Priester Bonifacio Buzzi in seiner Gefängniszelle im brasilianischen Bundesstaat Minas Gerais. Der im Film Spotlight namentlich erwähnte Buzzi war bereits im Zeitraum 2007–2015 wegen sexuellen Missbrauchs eines Zehnjährigen inhaftiert gewesen.
Im Mai 2018 wurde Marcos Roberto Ferreira, ein Priester im Bistum Joinville, wegen Missbrauchs eines 12- und eines 13-Jährigen zu 33 Jahren, 2 Monaten und 6 Tagen Freiheitsstrafe verurteilt.

### Chile
Im Oktober 2002 trat der emeritierte Bischof von La Serena in Chile, Erzbischof Francisco José Cox Hunneus, von allen pastoralen Tätigkeiten zurück. Dies wurde notwendig, nachdem die chilenische Presse einen Skandal um Missbrauch von Kindern und jungen Seminaristen, der sich über mehr als zehn Jahre erstreckte, thematisierte. Der Erzbischof von Santiago, Francisco Javier Errázuriz, kündigte am 21. Oktober 2002 an, Cox werde sich wegen „unangemessenem Verhalten“ in ein Kloster in Deutschland zurückziehen. Am 5. November 2002 entschuldigte sich der Ständige Ausschuss der chilenischen Bischofskonferenz öffentlich bei allen Opfern.
Im Juni 2003 wurde in erster Instanz José Andrés Aguirre Ovalle, in Chile bekannt als „Pastor Tato“, zu zwölf Jahren Gefängnis wegen der fortgesetzten Vergewaltigung von neun Jugendlichen zwischen 1998 und 2002 verurteilt.
2010 wurde ein Priester angeklagt, da er Kinder in acht Fällen missbraucht habe, darunter auch seine damals fünfjährige Tochter. Die Fälle wurden publik, nachdem er auf Videoaufnahmen in einem Motel mit einer 16-Jährigen gesehen wurde.
Im Februar 2011 befand der Heilige Stuhl den Priester Fernando Karadima des sexuellen Missbrauchs und der Gewalt gegen Kinder für schuldig. Seine kirchliche Strafe besteht darin, sich einem Leben der Buße und des Gebetes in absoluter Abgeschiedenheit zu widmen. Vor der weltlichen Justiz sind seine Taten bereits verjährt. Im September 2018 wurde Karadima von Papst Franziskus laisiert.
Der ehemalige katholische Priester Ricardo Muñoz Quintero wurde im Mai 2011 in Melipilla zu zehn Jahren Haft verurteilt. Er hatte mit vier Minderjährigen zwischen 16 und 17 Jahren Sex gegen Bezahlung. Seine Lebensgefährtin hatte die Treffen in Hotels arrangiert und wurde ebenfalls verurteilt.
Im Mai 2011 reichten die Justiz und eine katholische Bildungseinrichtung Klage gegen den Bischof von Chillán, Carlos Pellegrín Barrera, ein. Dieser soll sich in den Jahren 1999 bis 2006 als Rektor der Schule Verbo Divino unzüchtig gegenüber Schülern verhalten haben.
Am 18. Mai 2018 boten fast alle chilenischen Bischöfe, insgesamt etwa 30, Papst Franziskus ihren Rücktritt an.
Im Juni 2018 nahm der Papst die Rücktrittsangebote der Bischöfe Gonzalo Duarte García de Cortázar, Juan Barros Madrid und Cristián Caro Cordero an. Außer dem 61-jährigen Barros hatten die Bischöfe bereits die Pensionsaltersgrenze erreicht. Ende Juni 2018 nahm der Papst die Rücktrittsangebote der Bischöfe Alejandro Goić Karmelić (Bistum Rancagua) und Horacio del Carmen Valenzuela Abarca (Bistum Talca) an
Am 12. Juli 2018 wurde der ehemalige Missbrauchsbeauftragte und Kanzler des Erzbistums Santiago de Chile, Óscar Muñoz Toledo, unter dem Verdacht verhaftet, im Zeitraum von 2002 bis 2018 sieben Jugendliche zwischen 11 und 17 Jahren sexuell missbraucht zu haben. Im Januar 2018 hatte er sich vor der Missbrauchsmeldestelle des Erzbistums, deren Leiter er war, selbst der Taten bezichtigt; im Mai 2018 war ein Ermittlungsverfahren eingeleitet worden.
Ende Juli 2018 wurde der amtierende Erzbischof von Santiago de Chile und ehemalige Vorsitzende der chilenischen Bischofskonferenz, Ricardo Ezzati Andrello, von der Staatsanwaltschaft zur Vernehmung vorgeladen wegen des Verdachts, jahrelang sexuellen Missbrauch durch Kirchenvertreter vertuscht zu haben. Zu diesem Zeitpunkt wurde in Chile gegen 158 Personen im Kontext von Sexualstraftaten ermittelt, davon 139 Kirchenvertreter, unter ihnen 74 Diakone, Priester und Bischöfe. Von den 266 mutmaßlichen Opfern waren 178 noch minderjährig.
Am 14. August 2018 durchsuchte die chilenische Polizei Büros der nationalen Bischofskonferenz; sie suchte Beweise für Sexualstraftaten durch Mitglieder des Maristenordens. Auch deren Niederlassung wurde durchsucht. Zu diesem Zeitpunkt waren 38 einschlägige Ermittlungsverfahren gegen Maristen in Chile anhängig.
Im September 2018 sicherten die chilenischen Ermittlungsbehörden E-Mails der Kardinäle Ricardo Ezzati Andrello und Francisco Javier Errázuriz Ossa sowie des Weihbischofs Luis Fernando Ramos Pérez im Zusammenhang mit Vorwürfen des sexuellen Missbrauchs. Am 12. Dezember 2018 wurde Ossa durch Papst Franziskus von seinen Pflichten in dessen engstem Beraterkreis entbunden; dies betraf auch zwei weitere Kardinäle.
Am 21. September 2018 nahm der Papst die Rücktrittsangebote der Bischöfe Carlos Pellegrín Barrera (Bistum Chillán) und Cristián Contreras Molina (Bistum San Felipe) an.
Am 13. Oktober 2018 laisierte der Papst den Ex-Erzbischof Francisco José Cox Huneeus und den Ex-Bischof Marco Antonio Órdenes Fernández.
Im Dezember 2018 wurde der wegen sexuellen Missbrauchs vorbestrafte irische Priester John O’Reilly LC des Landes verwiesen; das chilenische Parlament hatte ihm zuvor die ehrenhalber verliehene Staatsbürgerschaft entzogen. 2019 entließ Papst Franziskus ihn aus dem Klerikerstand. Im Juni 2022 wurde er zu 15 Jahren Haft verurteilt.
Das chilenische Parlament verabschiedete im April 2019 ein Gesetz, das die strafbewehrte Anzeigepflicht bei sexuellem Missbrauch trotz des Beichtgeheimnisses festschreiben soll. Das Gesetz muss noch vom Senat bestätigt werden, um in Kraft zu treten.

### Kolumbien
2012 wurden drei Priester in Kolumbien wegen Missbrauchsvorwürfen laisiert.
Im August 2020 kam es zu einem Aufsehen erregenden Rechtsstreit um die Freigabe von Akten des Erzbistums Medellín über mehr als 900 mutmaßliche Fälle des sexuellen Missbrauchs durch Kleriker. Der kirchenkritische Journalist Juan Pablo Barrientos erwirkte einen Beschluss des kolumbianischen Verfassungsgerichtshofs, wonach ihm das Erzbistum Akten zu 915 Fällen beschuldigter Geistlicher für seine Recherchen binnen 48 Stunden offenlegen musste. Erzbischof Ricardo Tobón verzögerte die Offenlegung durch Rückfragen an den Gerichtshof, worauf er von Barrientos angezeigt wurde.

### Peru
Im Jahr 2010 trat der Obere Luis Fernando Figari des Sodalitium Christianae Vitae, einer Gesellschaft apostolischen Lebens, nach Vorwürfen sexuellen Missbrauchs gegen ihn von seinem Amt zurück. 2015 veröffentlichten die Journalisten Paola Ugaz und Pedro Salinas, letzterer ein ehemaliges Mitglied des Sodalitium, ein Buch über die sexuellen und körperlichen Missbräuche in der Gesellschaft. Im Mai 2016 ernannte Papst Franziskus Kardinal Joseph Tobin zum päpstlichen Delegaten für die Gesellschaft. Februar 2017 stellte eine von der Gesellschaft beauftragte Kommission fest, dass Figari in mindestens einem Fall ein Kind sexuell angegangen hatte. Auch der Missbrauch weiterer Jugendlicher wurde festgestellt. Am 10. Januar 2018 wurde zusätzlich zum Delegaten ein päpstlicher Kommissar für die Gesellschaft entsandt, Bischof Noel Antonio Londoño Buitrago von Jericó.
Im September 2013 wurde das Opus-Dei-Mitglied Gabino Miranda Melgarejo, Weihbischof im peruanischen Erzbistum Ayacucho o Huamanga, von Papst Franziskus wegen „sexueller Vergehen“ in den Laienstand versetzt. Melgarejo räumte „unbedachte Handlungen“ ein, bestritt aber, pädophil zu sein.

## Afrika

### Kamerun
Im Jahr 2013 versetzte das Erzbistum Bertoua in Kamerun einen Priester wegen sexuellen Missbrauchs in den Laienstand. Später wurde der Priester im Erzbistum Köln tätig. Das Erzbistum wurde 2018 kirchen- und strafrechtlich gegen den Priester, der trotz Laisierung ein Empfehlungsschreiben von Altbischof Roger Pirenne vorgelegt hatte, wegen Betrugs tätig.

### Kenia
Im August 2009 trat Cornelius Schilder MHM, Bischof von Ngong in Kenia, zurück, nachdem ihm sexueller Missbrauch von Kindern vorgeworfen worden war; die Polizei wurde nicht eingeschaltet. Als Rücktrittsgrund wurden gesundheitliche Probleme genannt; die tatsächlichen Gründe wurden anderthalb Jahre nach dem Rücktritt bekannt. Der Comboni-Missionar Renato Kizito, Leiter des christlichen Hilfsprojektes Koinonia in Nairobi, wurde mehrfach beschuldigt, sexuellen Missbrauch von Jugendlichen und jungen Männer betrieben zu haben. Zahlreiche mutmaßliche Opfer beschrieben die Taten übereinstimmend. Im Mai 2011 wurde Kisito verhaftet, jedoch zunächst ohne Anklageerhebung wieder freigelassen.

### Nigeria
Der Erzbischof von Benin City in Nigeria, Richard Anthony Burke SPS wird beschuldigt, sexuelle Beziehungen mit minderjährigen Mädchen unterhalten sowie im Konkubinat gelebt zu haben. Am 31. Mai 2010 hat Papst Benedikt XVI. das Rücktrittsgesuch angenommen. Burke soll fünf Jahre lang mit der anfangs 14-jährigen kanadischen Politikerin Dolores Atwood sexuelle Kontakte gehabt haben.

### Südafrika
Am 27. April 2001 beschlossen die Bischöfe von Südafrika einen Verhaltenskodex, insbesondere zur Ausbildung der Priesteramtskandidaten.

## Asien

### Indien

#### Anzeigepflicht in Indien
In Indien unterliegen Gesetzesverstöße schon dann der strafbewehrten Anzeigepflicht, wenn sie sich erst im Stadium der Planung befinden. Die Nichtanzeige ist mit einem Viertel der für die betreffende Straftat geltenden Höchststrafe bedroht.

#### Einzelne Fälle
Im Jahr 1990 verübte ein sexuell übergriffiger Priester im indischen Bundesstaat Kerala, der sich einem Exorzismus des Engelwerkes zur Austreibung der „Homosex-Dämonen Dragon, Varina und Selithareth“ unterzogen hatte, einen Sexualmord an einem Jugendlichen. Seitens des Engelwerkes, das in Südindien bei den Thomaschristen aktiv war, wurde der Mord dem Wirken des „Dragon“ zugeschrieben. Der Exorzismus erfolgte unter der Auflage, dass der pädophile Priester nicht sanktioniert oder auch nur abgesetzt werden sollte.
Im Juni 2018 wurde der Jesuitenpater Alphonse Aind in Fudi unter dem Verdacht der Beihilfe zur Vergewaltigung und Entführung von fünf Frauen sowie der Nichtanzeige von Straftaten festgenommen. Die indische Bischofskonferenz bezeichnete die Vorwürfe gegen den Pater aus Jharkhand als falsch.
2019 räumte Kardinal Oswald Gracias, amtierender Erzbischof von Bombay (heute Mumbai), ein, auf Vorwürfe sexuellen Missbrauchs in der römisch-katholischen Kirche nicht ausreichend reagiert zu haben.
Wie am 29. November 2022 bekannt wurde, sind im Bistum Pune nach der Festnahme eines Priesters wegen Missbrauchsverdachts mehrere hochrangige Geistliche wegen möglicher Vertuschung des Falls angeklagt worden, so Bischof Thomas Dabre, Generalvikar Pater Malcolm Sequira, aber auch die Kardinäle Oswald Gracias (Erzbistum Mumbai) und Filipe Neri Ferrão (Erzbistum Goa). Die Eltern eines 15-jährigen Jungen, den der Priester am Bahnhof von Pune sexuell missbraucht haben soll, beschwerten sich bei Bischof Dabre und dem Diözesankomitee von Pune, jedoch seien weder rechtliche Schritte gegen den Täter eingeleitet noch Anzeige bei der Polizei erstattet worden.

#### Fall Franco Mulakkal
Im Juli 2018 wurde der Bischof von Jalandhar, Franco Mulakkal, wegen mehrfacher Vergewaltigung einer Nonne im Zeitraum 2014–2016 angeklagt. 2018 wurden Dateien veröffentlicht, die belegen sollen, dass der Bischof erfolglos auf Rücknahme der Strafanzeige gedrängt und dafür Gegenleistungen angeboten habe. Am 21. September 2018 wurde Mulakkal in Kochi nach dreitägiger Vernehmung inhaftiert. Am 21. September 2018 wurde er in Kerala verhaftet. Im Oktober 2018 lehnte der Oberste Gerichtshof Keralas eine Freilassung auf Kaution ab.
Am 15. Oktober 2018 wurde der Bischof gegen Kaution freigelassen.
Mehrere Zeugen, die gegen Mulakkal ausgesagt hatten, gaben an, Drohungen erhalten zu haben. Später wurde der zuvor bedrohte Priester Kuriakose Kattuthara, ein Hauptbelastungszeuge gegen Mulakkal, in Dasuya nach einem mutmaßlichen Herzstillstand tot aufgefunden. Kattutharas Familie gab an, der Priester habe nicht unter Herzerkrankungen gelitten, und forderte eine Obduktion, um die Todesursache zu überprüfen. Nach anderen Berichten wurde Kuriakose Kattuthara in Hoshiarpur nach mutmaßlichem Herzstillstand tot aufgefunden. Ob ein Mord oder natürlicher Tod vorlag, konnte bisher nicht geklärt werden. Der Bruder, der Cousin und der Neffe des verstorbenen Priesters erstatteten Strafanzeige gegen Mulakkal wegen Bedrohung und seelischer Folter. Die Polizei leitete ein Todesermittlungsverfahren ein.
Das Ortsbistum verweigerte Mulakkal im November 2018 die Übernahme der Kosten für die Strafverteidigung. Die Nonne Lisy Vadakkayil gab im Februar 2019 an, wegen ihrer Aussagen gegen Mulakkal Opfer von Folter und Freiheitsberaubung im katholischen Kloster Muvattupuzha geworden zu sein. Am 10. April 2019 wurde Mulakkal wegen Vergewaltigung, Nötigung und Freiheitsberaubung angeklagt; im Fall einer Verurteilung droht ihm eine lebenslange Freiheitsstrafe. Er bezeichnete die Strafanzeige als Racheakt für disziplinarische Maßnahmen, die er verhängt habe.
Das Strafverfahren gegen Mulakkal wurde im August 2020 eröffnet. Am 31. Oktober 2020 verhaftete die indische Polizei am Stadtrand von Kochi den Vorsitzenden des kirchennahen Indian Catholic Forum, Kennedy Karimpinkalay, unter dem Vorwurf, fünf Belastungszeuginnen gegen den vormals amtierenden Bischof Mulakkal und sein mutmaßliches Opfer vielfach im Internet bedroht zu haben. Am 6. November 2020 wurde das Strafverfahren gegen Mulakkal vom obersten Gericht Indiens für zulässig erklärt.
Die Anklagepunkte lauten „Freiheitsberaubung, unnatürlicher Sex, Geschlechtsverkehr mit Abhängigen, Machtmissbrauch zum Geschlechtsverkehr und strafbare Einschüchterung“. Im Dezember 2020 kam es in Kerala zu Protesten, weil der Bischof auf dem Bistumskalender 2021 der Diözese Thrissur im Punjab abgebildet wurde. Die katholische Kirche verteidigte die Abbildung und die Nennung des Bischofsgeburtstags unter Hinweis auf die Unschuldsvermutung und Mulakkals nicht entzogenes Bischofsamt.

### Osttimor
2019 wurden erstmals Missbrauchsvorwürfe gegen einen katholischen Geistlichen in Osttimor bekannt. Der aus den USA stammende Richard Daschbach, der zu den Steyler Missionaren (SVD) gehört, hatte 1993 im entlegenen Oe-Cusse Ambeno das Topu Honis Waisenhaus gegründet. Hier soll er sich an Mädchen vergangen haben. Die Anordnung des lokalen Superiors der SVD, nach Bekanntwerden der Vorwürfe in die Landeshauptstadt Dili zu kommen, verweigerte er, weswegen die Polizei eingeschaltet wurde. Diese zögerte, den 82-jährigen Daschbach zu verhaften, da er noch Unterstützung der lokalen Elite hatte. Im April wurde Daschbach von der Polizei verhaftet und in Maliana unter Hausarrest gesetzt. Als er aber gegen den Arrest verstieß und mit der Fähre zurück nach Oe-Cusse fuhr, wurde er noch bei der Ankunft am 13. November erneut verhaftet. Zwischenzeitlich wurde berichtet, dass ein Missbrauchsopfer, das den Priester beschuldigt hatte, von Männern geschlagen wurde, die sie einschüchtern wollten. Daschbach wurde im Dezember 2021 zu zwölf Jahren Gefängnis verurteilt.
Im September 2022 wurden Vorwürfe von sexuellem Missbrauch an Jungen durch Friedensnobelpreisträger Carlos Filipe Ximenes Belo in seiner Amtszeit als Bischof bekannt.

### Philippinen
Am 9. Juli 2002 entschuldigte sich die philippinische Bischofskonferenz für Sexualmissbrauch in ihrem Zuständigkeitsbereich. Laut der Stellungnahme ihres Vorsitzenden, Erzbischof Orlando Quevedo, wiesen etwa 200 der 7.000 Priester im Lande in den letzten zwei Jahrzehnten sexuelles Fehlverhalten auf, darunter Kindesmissbrauch, Homosexualität und Verhältnisse.
2003 wurden mindestens 34 Priester im Zuge des Missbrauchsskandals suspendiert, davon 20 in einer, 14 in einer weiteren Diözese.
Anfang 2005 beschlossen die Bischöfe auf den Philippinen, dass Priester, die Kinder oder Jugendliche sexuell missbrauchten, nicht nur wie bisher suspendiert werden, sondern ihres Amtes verlustig gehen und hart bestraft werden sollen.

## Australien und Ozeanien

### Australien

#### Fälle
Die Organisation Broken Rites listet (Stand August 2015) auf ihrer Homepage zahlreiche Gerichtsverfahren auf, in die katholische Priester und Lehrer in Australien verwickelt waren oder sind.
Die Kollegs in Ballarat, betrieben von den Christian Brothers, verzeichneten Fälle, in denen mehrere Priester wegen Kindesmissbrauch verurteilt wurden. Über Gerry Francis Ridsdale, zu dessen Opfern eine Vielzahl von Jungen und ein Mädchen zählten, hatte Bischof Ronald Austin Mulkearns Kenntnis besessen, ohne zu reagieren.
Während seines Aufenthalts in Australien im Rahmen des Weltjugendtages in Sydney im Juli 2008 sprach Papst Benedikt XVI. erneut von tiefer Beschämung über den sexuellen Missbrauch Minderjähriger in der katholischen Kirche Australiens. Er forderte, dass alle, die dieses Übel begangen hätten, vor Gericht gestellt werden müssten, während die Kirche die Opfer mit größtem Mitgefühl und Sorgfalt behandeln müsse. Hunderte Mitglieder der Organisation Broken Rites protestierten während seiner Rede vor der Kathedrale und warfen der katholischen Kirche in Australien „jahrelange Vertuschungsversuche“ und ein Verzögern von Entschädigungsverfahren vor. Kurz vor seiner Abreise traf Benedikt XVI. auch in Sydney Opfer sexuellen Missbrauchs durch Priester und erfüllte damit eine der Hauptforderungen der australischen Opferverbände. Broken Rites forderte den Papst auf, die Bischöfe in Australien anzuweisen, sich nicht länger gegen eine zivilgerichtliche Verfolgung der Missbrauchsfälle zu stellen.
Im Zusammenhang mit dem Weltjugendtag kam es auch zu einer Auseinandersetzung in der Presse zwischen Bischof Anthony Fisher und Anthony Foster, dem Vater des Missbrauchsopfers Emma Foster. Foster wollte auf dem Weltjugendtag ein Treffen mit Papst Benedikt und Kardinal George Pell, Erzbischof von Sydney, erreichen. Hintergrund war die Vergewaltigung von Emma (und vermutlich auch ihrer Schwester Katie) Foster durch Kevin O’Donnell als Schülerin der Sacred Heart Primary School in Oakleigh zwischen 1988 und 1993. O’Donnell wurde 1995 nach einem Schuldeingeständnis zu 39 Monaten Gefängnis (mit einer Ableistdauer von mindestens 15 Monaten) wegen Übergriffen auf 11 Jungen und ein Mädchen im Alter von 8 bis 14 Jahren zwischen 1946 und 1977 verurteilt. Er starb nach seiner Entlassung 1997.
Emma Foster nahm sich 2008 im Alter von 26 Jahren das Leben. Kardinal Pell hatte das Verbrechen O’Donnells bei Bekanntwerden bestätigt und sich öffentlich entschuldigt. Im Nachgang jedoch verweigerten die Vertreter des Erzbistums Melbourne vor Gericht nach Aussage Fosters jedes Schuldeingeständnis und führten einen langwierigen, aufreibenden Prozess. Anthony Foster gibt diesem Vorgehen eine Mitschuld am Tod seiner Tochter Emma. Auf die Nachricht hin, dass Foster den Fall mit dem Papst und dem Kardinal erörtern wollte, äußerte Bischof Anthony Fisher, dass die Kirche bestrebt sei, den Opfern zuzuhören, äußerte aber auch, er sei froh, dass die meisten Australier sich am Weltjugendtag erfreuten und nicht „griesgrämig auf alten Wunden herumreiten“. Pell gab an, dass er vom Verlauf des Prozesses Foster nichts gewusst habe, und bekräftigte seine Entschuldigung.
Mit der Koordinierung der Aufklärungsarbeit beauftragte Erzbischof Denis Hart von Melbourne, Vorsitzender der australischen Bischofskonferenz, Anfang Dezember 2012 den Juristen und Korruptionsexperten Barry O’Keefe und den ehemaligen Chef der katholischen Gesundheitsorganisation Catholic Health Australia, Francis Sullivan. Anfang Februar 2017 veröffentlichte die Kommission ihre Ergebnisse. Danach sind seit 1950 mindestens 4400 Kinder, davon 90 % Jungen, von katholischen Priestern und Ordensleuten missbraucht worden. Die staatliche Untersuchungskommission zum Umgang der Kirche mit Missbrauchsfällen gab im Februar 2017 bekannt, dass zwischen 1950 und 2010 sieben Prozent der katholischen Priester Australiens wegen sexuellen Missbrauchs angezeigt wurden. Insgesamt sind mindestens 1880 Personen als mutmaßliche Täter identifiziert worden, 90 Prozent davon männlich, 32 Prozent sind Mitglied eines Männerordens, 30 Prozent sind Priester, 29 Prozent Laien und fünf Prozent Ordensfrauen.

#### Philip Wilson
Gegen den Erzbischof von Adelaide, Philip Wilson, der von 2006–2012 Vorsitzender der australischen Bischofskonferenz gewesen war, sind 2015 Ermittlungen wegen der Deckung von Kindesmissbrauch durch den Priester Jim Fletcher eingeleitet worden. Im Mai 2018 wurde Wilson vom zuständigen Gericht in Newcastle schuldig gesprochen, nachdem er auf „unschuldig“ plädiert hatte; die Verkündigung des Strafmaßes (bis zu zwei Jahren) wurde für einen späteren Zeitpunkt festgesetzt. Wilson kündigte seinen Rücktritt zum 25. Mai 2018 an. Ein Einspruch gegen das Urteil war nach Angaben der australischen Bischofskonferenz möglich. Am 3. Juli 2018 wurde Wilson zu einer einjährigen Haftstrafe ohne Bewährung verurteilt. Wilson legte Berufung gegen seine Verurteilung ein und lehnte einen Rücktritt vorerst weiter ab. Am 30. Juli 2018 nahm Papst Franziskus Wilsons Amtsverzicht an. Da bei Wilson die Alzheimer-Krankheit im Frühstadium diagnostiziert wurde, gestattete ihm das Gericht am 14. August 2018, die Strafe als Hausarrest mit elektronischer Fußfessel zu verbüßen. Er trat die Strafe unverzüglich an. Das Berufungsgericht sprach Wilson am 6. Dezember 2018 in zweiter Instanz frei.

#### George Pell
Gegen den Kurienkardinal George Pell wurde 2017 ein Ermittlungsverfahren eingeleitet. Ihm wurde vorgeworfen, in den Zeiträumen 1970–1980 als Priester in Ballarat und 1996–2001 als Erzbischof von Melbourne mehrere Jungen sexuell missbraucht zu haben. Pell legte sein Amt als Finanzchef des Vatikan vorläufig nieder. Eine von mehreren Anklagen wegen sexuellen Missbrauchs wurde von der Staatsanwaltschaft im März 2018 zurückgezogen, da der Belastungszeuge vor Beginn der Beweisaufnahme verstorben war. Am 1. Mai 2018 wurde das strafrechtliche Hauptverfahren gegen Pell eröffnet. Am 11. Dezember 2018 wurde er wegen sexuellen Missbrauchs zweier Ministranten in erster Instanz schuldig gesprochen; er kündigte Berufung an. Die Verkündung des Strafmaßes wurde für den 4. Februar 2019 anberaumt. In zahlreichen Medien außerhalb Australiens wurde trotz einer vom Gericht verhängten Nachrichtensperre weiter über den Fall berichtet. Am 12. Dezember 2018 wurde Pell durch Papst Franziskus von seinen Pflichten in dessen engstem Beraterkreis entbunden; dies betraf auch zwei weitere Kardinäle. Nachdem die Staatsanwaltschaft am 26. Februar 2019 entschieden hatte, die Tatvorwürfe aus den Jahren 1976–1980 in Ballarat nicht mehr zu verfolgen, wurden das Berichterstattungsverbot aufgehoben und Pell verhaftet. Am 13. März 2019 wurde Pell, der bereits Berufung angekündigt hatte, zu einer sechsjährigen Freiheitsstrafe verurteilt. Am 7. Juni 2019 vertagte das Berufungsgericht sein Urteil, Pell musste weiter im Gefängnis verbleiben. Am 21. August 2019 bestätigte das Berufungsgericht Pells Verurteilung und ordnete Haftfortdauer an. Am 17. September 2019 wurde die Berufung Pells gegen die Bestätigung beim obersten Gerichtshof Australiens eingereicht. Am 9. Oktober 2019 beantragte die Staatsanwaltschaft, diese Berufung abzulehnen. Das oberste Gericht sprach Pell am 7. April 2020 aus Mangel an Beweisen frei.
Nach Pells Freilassung im April 2020 wurde ein neues polizeiliches Ermittlungsverfahren gegen George Pell eingeleitet. Dem Kardinal wird vorgeworfen, in den 1970er-Jahren ein männliches Opfer sexuell missbraucht zu haben.
Im März 2019 erhob das mutmaßliche Opfer eines Pell persönlich vorgeworfenen Missbrauchsfalles aus den 1970er-Jahren in Ballarat Zivilklage. Im Juni 2019 erhob ein weiterer Mann den zivilrechtlichen Vorwurf, Pell habe in den 1980er-Jahren sexuellen Missbrauch durch einen Ordenspriester im Bistum Ballarat gedeckt.

#### Meldepflicht
Im August 2017 empfahl die höchste staatliche Ermittlungskommission Royal Commission dem Gesetzgeber eine landesweite strafbewehrte Meldepflicht, die auch gelten soll, wenn ein Priester in der Beichte von sexuellem Missbrauch erfährt. Die australischen Bischöfe sprachen sich unter Berufung auf das Beichtgeheimnis gegen diese Ausweitung der Meldepflicht aus.
Im Bundesstaat Südaustralien gilt seit Juni 2018 eine strafbewehrte Anzeigepflicht. Das Australian Capital Territory, das die Landeshauptstadt Canberra einschließt, beschloss im Juni 2018 eine Anzeigepflicht für Priester, die in der Beichte von sexuellem Missbrauch erfahren, und ein Inkrafttreten des Gesetzes zum 31. März 2019. In Tasmanien und Westaustralien war die Anzeigepflicht trotz Beichtgeheimnisses seit 2018 in Vorbereitung. Der Bundesstaat Victoria lehnte im Juli 2018 deren örtliche Einführung vor einer bundesweiten Regelung ab. Im September 2018 einigten sich die Parteien im Parlament Victorias nach öffentlicher Kritik auf die örtliche Einführung und eine dreijährige Höchststrafe bei Nichtanzeige sexuellen Missbrauchs. New South Wales vertagte die Entscheidung im Juli 2018.
Seit dem 1. Januar 2019 gelten die Kirchen auch im Bundesstaat New South Wales als juristische Personen und können als solche, selbst rückwirkend, zu Schadenersatz wegen institutionell gedeckten sexuellen Missbrauchs verklagt und verurteilt werden.
Seit 2019 gilt die strafbewehrte Anzeigepflicht auch in Tasmanien. Die dortige katholische Kirche rief zur Sabotage des geltenden Gesetzes auf. Auf die Befolgung dieses Aufrufs stehen bis zu 21 Jahren Freiheitsstrafe. Im Northern Territory gilt ebenfalls seit 2019 die Verpflichtung, Sexualstraftaten trotz des Beichtgeheimnisses anzuzeigen. Im September 2020 zog Queensland nach.

### Neuseeland
Am 22. Juni 2002 räumte die römisch-katholische Kirche Neuseelands 38 Fälle von sexuellem Missbrauch durch Priester und andere Kirchenvertreter in den vergangenen 50 Jahren ein, nachdem eine Anfang der neunziger Jahre eingesetzte Kommission die entsprechenden Klagen geprüft hatte. Am 30. Juni 2002 entschuldigte sich die Bischofskonferenz Neuseelands offiziell für sexuellen Missbrauch in ihrem Zuständigkeitsbereich.
Besonderes Aufsehen erregten die Fälle von sexuellem Kindesmissbrauch an der von den Barmherzigen Brüdern vom hl. Johannes von Gott geführten Maryland's School in Christchurch. 2006 zahlte der australische Zweig der Ordensgemeinschaft 5,1 Millionen Dollar an die Opfer. Insgesamt waren es 121 Vorwürfe von über achtzig früheren Schülern, die vor allem in den 70er Jahren stattgefunden hatten. Die Taten wurden vor allem durch drei Ordensbrüder ausgeübt: Bernard McGrath wurde in 21 Fällen für schuldig befunden, von 22 weiteren freigesprochen. Er wurde zu fünf Jahren Gefängnis verurteilt. Roger Maloney wurde im August 2008 in sieben Fällen für schuldig befunden, von 16 weiteren freigesprochen und zu zwei Jahren und neun Monaten verurteilt. Raymond Garchow wurde in acht Fällen angeklagt. Aufgrund des schlechten Gesundheitszustandes des Angeklagten und eines Beschwerdeführers wurde das Verfahren ausgesetzt.